# 29. Juni
Der 29. Juni ist der 180. Tag des gregorianischen Kalenders (der 181. in Schaltjahren), somit bleiben 185 Tage bis zum Jahresende.

## Ereignisse

### Politik und Weltgeschehen

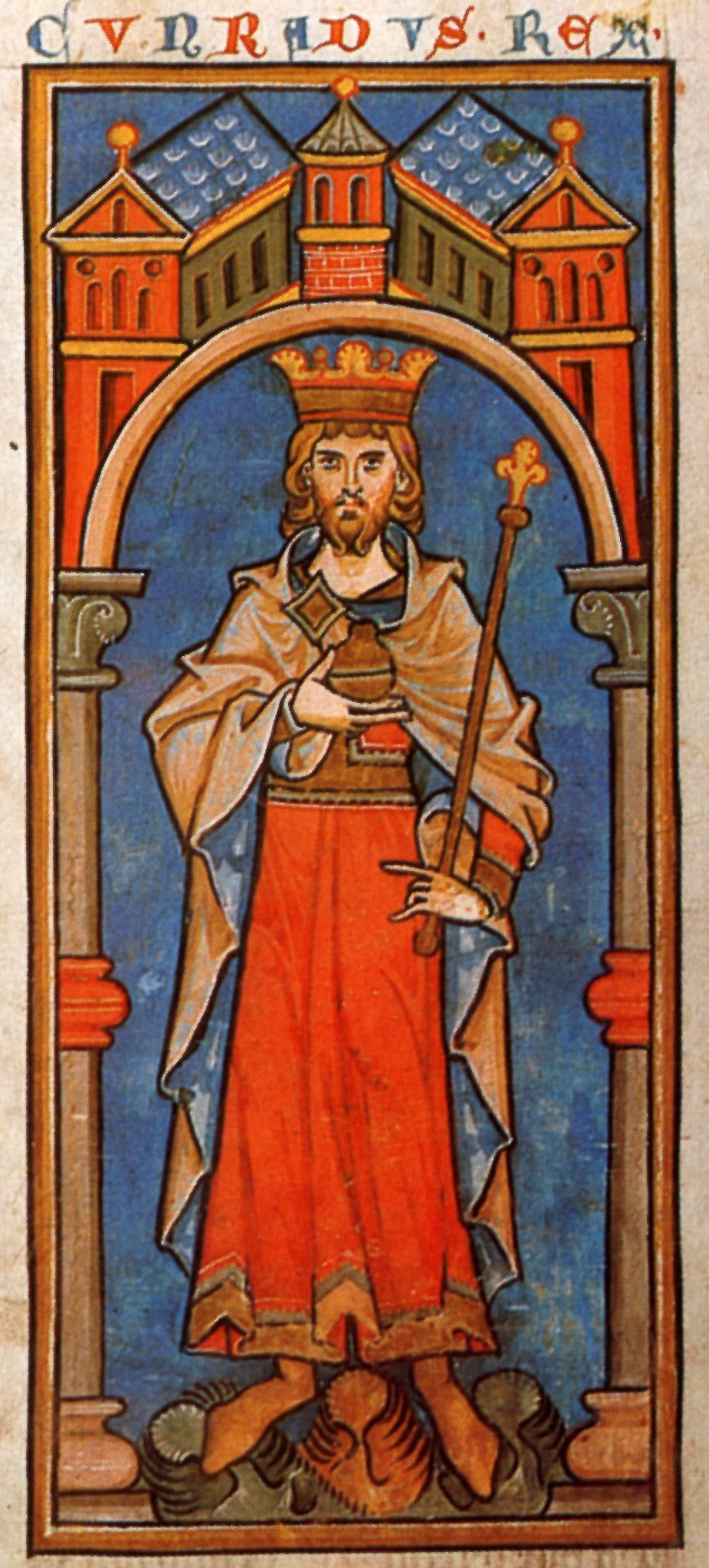
1128: Konrad III.

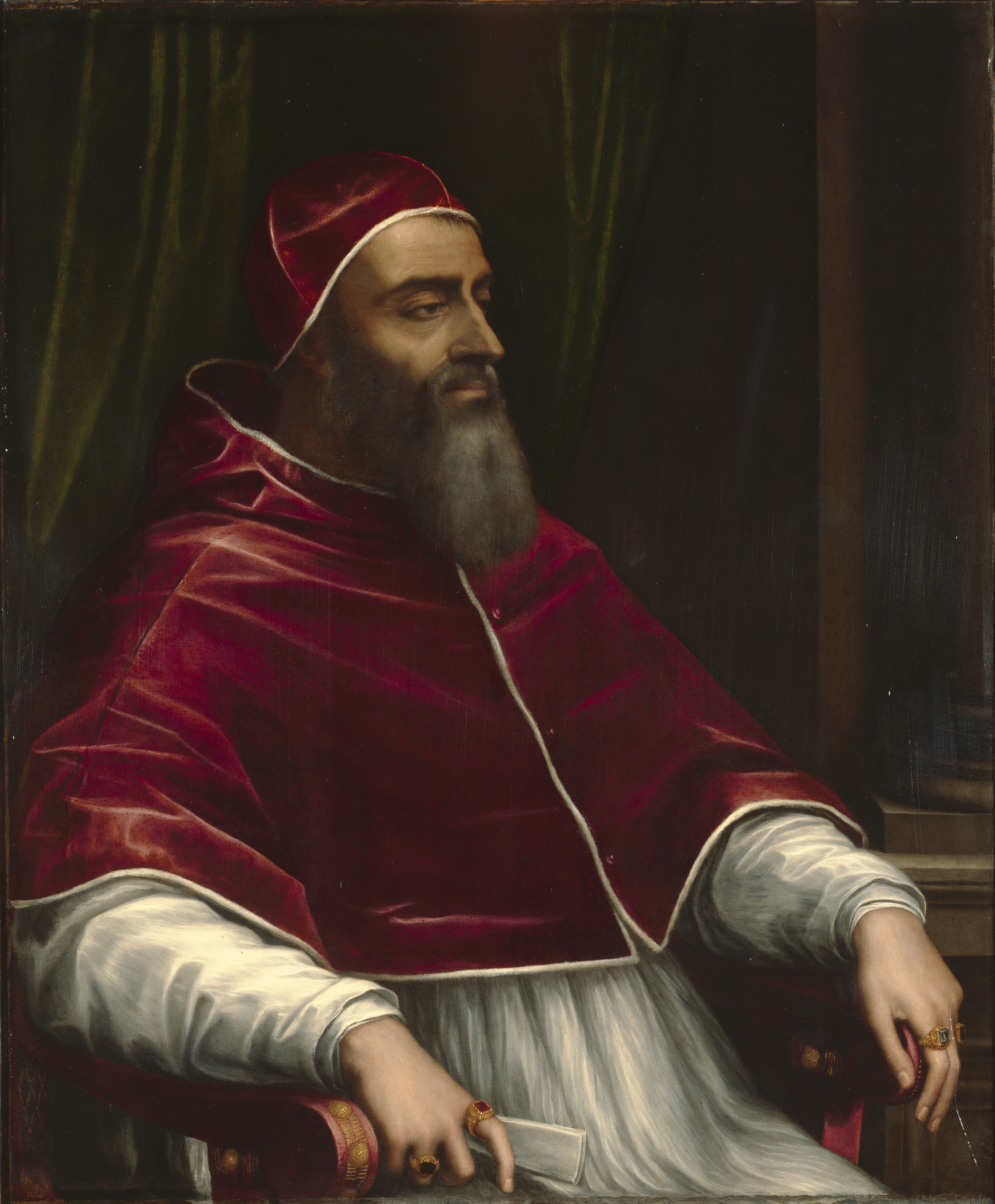
1529: Papst Clemens VII.

- 0922: Robert I. von Frankreich lässt sich zum Gegenkönig im Westfrankenreich wählen. König Karl III. beginnt umgehend mit dem Kampf gegen den Usurpator.
- 0983: Unzufriedene Slawen überfallen den Bischofssitz Havelberg. Der damit beginnende Slawenaufstand stoppt zwei Jahrhunderte lang die Christianisierung östlich der Elbe.
- 0984: Auf dem Hoftag in Rara (Rohr) übergibt Heinrich II. von Bayern den schon zum König gekrönten unmündigen dreijährigen Otto III. an Theophanu.
- 1073: König Heinrich IV. weigert sich in Goslar, eine Fürstendelegation der Sachsen, die Beschwerden vorbringen will, zu empfangen, und löst damit einen Sachsenkrieg aus.

- 1128: Konrad III. wird zum König von Italien gekrönt.
- 1149: Die Schlacht von Inab gewinnen die Muslime unter Nur ad-Din gegen das Heer des Fürstentums Antiochia. Den Kopf des unterlegenen Raimund von Antiochia erhält der Kalif von Bagdad als Geschenk.
- 1236: Die Belagerung von Córdoba im Rahmen der Reconquista endet mit der Kapitulation der Almohaden. Der kastilische König Ferdinand III. nimmt die Stadt ein.
- 1312: Heinrich VII. wird zum römisch-deutschen Kaiser gekrönt. Es ist die erste Kaiserkrönung seit dem Ende der Staufer.

- 1529: Papst Clemens VII. schließt mit Kaiser Karl V. den Frieden von Barcelona. Er erhält die Herrschaft über den Kirchenstaat zurück, zugleich werden die Medici wieder als Herrscher von Florenz eingesetzt.
- 1617: Der Habsburger Ferdinand II. wird in Prag zum König von Böhmen gekrönt. Er ist ein Anhänger der Rekatholisierung und wird bald in Konflikte verwickelt, die zum Dreißigjährigen Krieg führen.
- 1644: In der Schlacht von Cropredy Bridge behält im Englischen Bürgerkrieg die königliche Armee unter König Karl I. gegenüber den Parlamentstruppen die Oberhand.
- 1679: Der Große Kurfürst Friedrich Wilhelm verliert im Frieden von Saint Germain, mit dem der Schwedisch-Brandenburgische Krieg beendet wird, das eroberte Vorpommern wieder an die Schweden.
- 1767: Das britische Parlament beschließt die Townshend Acts. Die von Finanzminister Charles Townshend initiierte Gesetzesvorlage erlegt den Dreizehn Kolonien in Nordamerika Importzölle für Waren aus dem Mutterland auf. Die Kolonisten empfinden das Gesetz nach dem Stamp Act als neuerliche Provokation und opponieren heftig dagegen.

1797: Napoleon Bonaparte

- 1797: Napoleon Bonaparte proklamiert in Norditalien die Cisalpinische Republik.
- 1864: Im Deutsch-Dänischen Krieg erobern preußische Truppen die dänische Insel Als. Sie bleibt anschließend bis 1920 preußisches Gebiet.
- 1866: Trotz gewonnener Schlacht bei Langensalza am 27. Juni muss das Königreich Hannover aus militärischer Erschöpfung im Deutschen Krieg gegenüber Preußen kapitulieren.
- 1866: In der Schlacht bei Gitschin siegt im Deutschen Krieg die preußische Armee über verbündete österreichisch-sächsische Truppen.
- 1880: Frankreich zwingt König Pomaré V. von Tahiti zur Abdankung und gliedert die Insel in Französisch-Polynesien ein.
- 1913: Mit einer gleichzeitigen Offensive Bulgariens gegen Griechenland und Serbien beginnt der Zweite Balkankrieg.
- 1939: Das Parlament der Republik Hatay beschließt die Vereinigung mit der Türkei, so dass Hatay eine türkische Provinz wird.
- 1945: Die US-Militärregierung beschließt die Errichtung der Bayerischen Landespolizei.
- 1946: Bei der Operation Agatha werden Kader und Mitglieder der zionistischen Bewegung durch die britische Mandatsmacht verhaftet.
- 1956: US-Präsident Eisenhower unterzeichnet das Gesetz zum Aufbau der Interstate Highways, eines landesweiten Autobahnnetzes nach deutschem Vorbild.
- 1960: Während der Fahrt des Königs der Belgier Baudouin  durch Léopoldville anlässlich der Unabhängigkeit des Kongos von Belgien stiehlt ein Kongolese Baudouins Degen aus der fahrenden Limousine; das Foto des Degendiebs von Léopoldville von Robert Lebeck geht um die Welt.

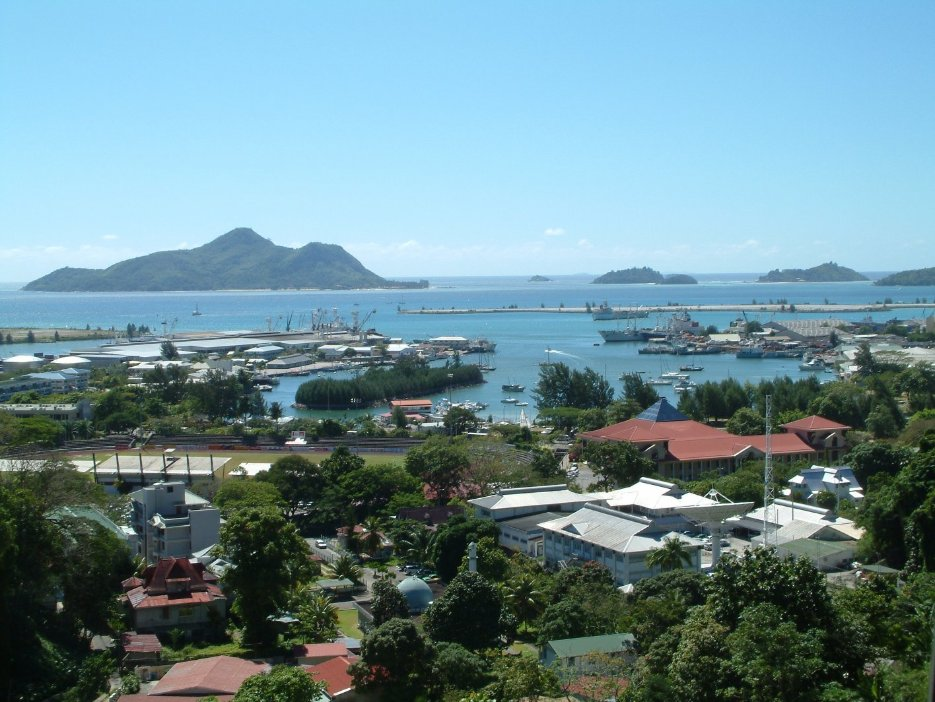
1976: Victoria, Hauptstadt der Seychellen

- 1976: Großbritannien entlässt die Seychellen in die Unabhängigkeit.
- 1982: In Genf beginnen die Strategic Arms Reduction Treaty (START-Verhandlungen) zur Limitierung und Reduzierung strategisch-interkontinentaler Atomwaffen, die auf Vorschlag der USA die Strategic Arms Limitation Talks mit der Sowjetunion fortsetzen sollen.
- 1987: Nach wochenlangen Protesten erklärt Roh Tae-woo erneut freie Präsidentschaftswahlen in Südkorea und Amnestie für Kim Dae-jung, der unter Hausarrest stand.
- 1990: Die Londoner Konferenz zum Schutz der Ozonschicht beschließt das Verbot der Herstellung von Fluorchlorkohlenwasserstoffen (FCKW) ab dem Jahr 2000.
- 1992: Der algerische Staatschef Muhammad Boudiaf wird in Annaba von einem Offizier erschossen.
- 1995: Im Deutschen Bundestag wird mit Zweidrittelmehrheit ein neues Abtreibungsrecht verabschiedet, das einen Schwangerschaftsabbruch innerhalb der ersten drei Monate zulässt, falls sich die Schwangere vorher beraten lässt.

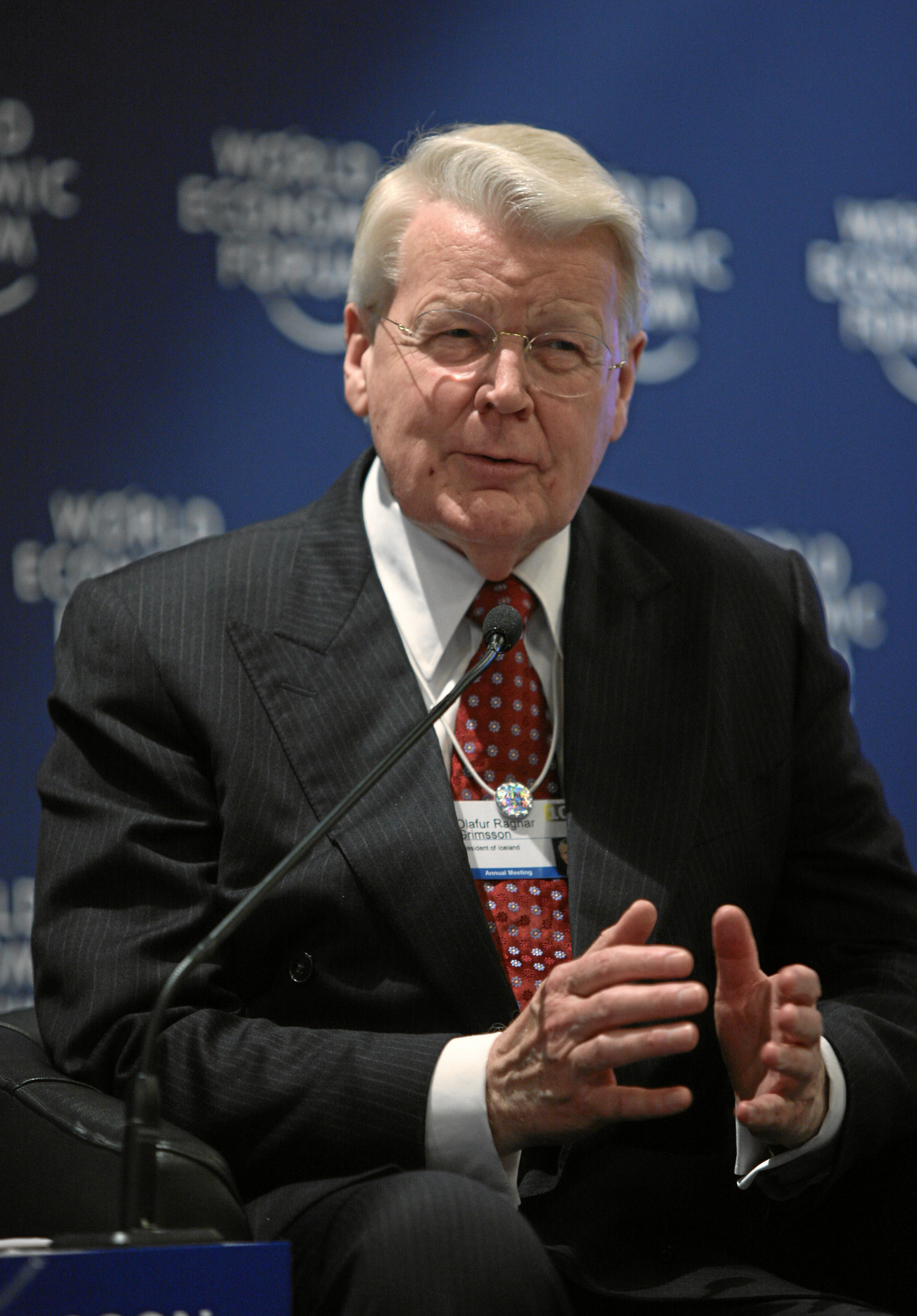
1996: Ólafur Ragnar Grímsson

- 1996: Der fünfte Präsident Islands, Ólafur Ragnar Grímsson, wird gewählt.
- 1999: Abdullah Öcalan, der Gründer und Chef der Arbeiterpartei Kurdistans, wird von einem türkischen Staatssicherheitsgericht zum Tode verurteilt.
- 2004: Der Europäische Rat einigt sich auf den portugiesischen Ministerpräsidenten José Manuel Barroso als Nachfolger von Romano Prodi für den Posten des Präsidenten der Europäischen Kommission der EU.
- 2006: Der US Supreme Court entscheidet im juristischen Streit über die Gerichtszuständigkeit für Insassen im Gefangenenlager der Guantanamo Bay Naval Base, dass die Regierung Bush Rechtsverstöße begangen habe und verlangt die Anwendung der Genfer Konventionen.
- 2014: Die Terrororganisation Islamischer Staat verkündet die Gründung eines Kalifats.
- 2021: Die Bundeswehr zieht aus Afghanistan ab (vom 16. bis 26. August 2021 beteiligte sie sich dann noch an der Evakuierung des Flughafens Kabul, siehe auch Bundeswehreinsatz in Afghanistan).

### Wirtschaft

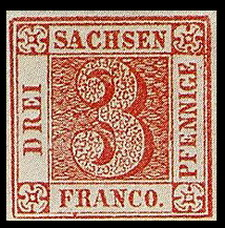
1850: Sachsendreier

- 1850: Der Sachsendreier wird ausgegeben, die erste Briefmarke des Königreichs Sachsen.
- 1855: In London wird die Tageszeitung The Daily Telegraph gegründet.
- 1983: Bayerns Ministerpräsident und CSU-Chef Franz Josef Strauß erreicht, dass sich die deutsche Bundesregierung für einen von ihm vermittelten Milliardenkredit an die DDR verbürgt. An der Spitze der geldgebenden Bankengruppe steht als Konsortialführer die Bayerische Landesbank.
- 2007: Der Verband der Cigarettenindustrie löst sich auf.

### Wissenschaft und Technik
- 1888: Die erste erhaltene Musikaufnahme in Großbritannien entsteht: Thomas Edisons Agent in London, Colonel George E. Gouraud, nimmt Teile von Händels Oratorium Israel in Egypt, aufgeführt von einem fast 4000-stimmigen Chor, mit Edisons neuem Wachswalzen-Phonographen auf.
- 1904: Ein niederländischer Torfstecher entdeckt im Bourtanger Moor zwei Moorleichen, die Männer von Weerdinge, aus der Zeit um Christi Geburt.

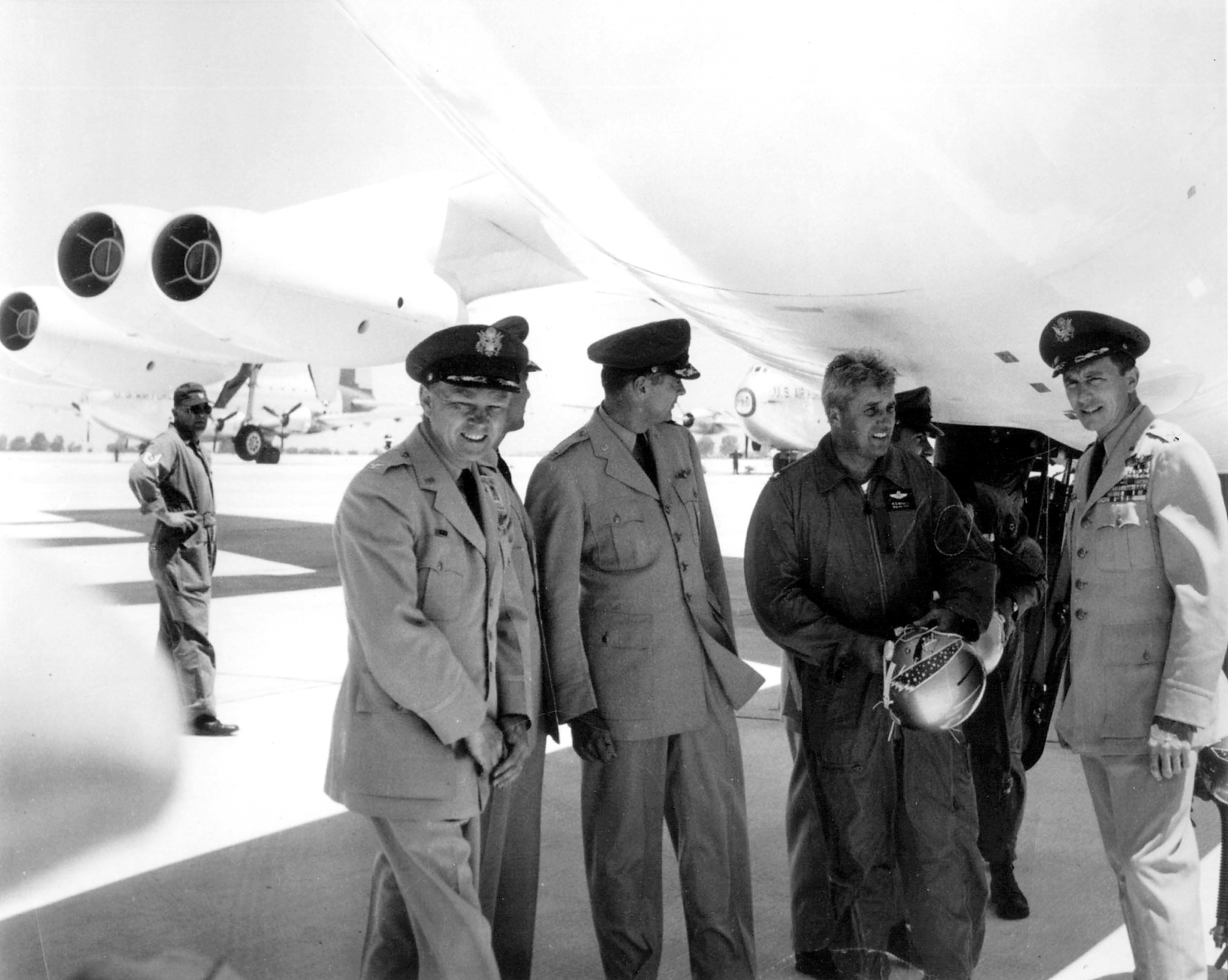
1955: Ankunft der Boeing B-52

- 1954: In der Sache J. Robert Oppenheimer wird in den USA entschieden, dem wissenschaftlichen Leiter des Manhattan-Projekts die sogenannte „Sicherheitsgarantie“ zu entziehen.
- 1955: Die US Air Force stellt auf der Castle Air Force Base die ersten Exemplare des neuentwickelten Langstreckenbombers B-52 in den Dienst.
- 1971: Die Rückkehr des Sojus-Raumschiffs nach der Mission Sojus 11 endet tragisch. Weil die Atemluft an Bord durch eine Fehlfunktion entweicht, ersticken die drei Kosmonauten.
- 1985: Das Roque-de-los-Muchachos-Observatorium auf der Kanareninsel La Palma wird feierlich eingeweiht. Das Gemeinschaftsprojekt mehrerer europäischer Staaten dient astrophysikalischen Forschungen.
- 1989: Das Canadian Museum of Civilization, das nationale Museum zur Geschichte Kanadas, wird eröffnet.
- 1995: Im Rahmen des Shuttle-Mir-Programms dockt das Spaceshuttle Atlantis erstmals an die russische Raumstation Mir an.
- 2022: Mit einer Tageslänge von 23 Stunden, 59 Minuten, 59 Sekunden und 998,41 Millisekunden wird der kürzeste Tag seit Beginn der Aufzeichnungen gemessen.

### Kultur
- 1840: Die späteren Eheleute Johanna Mathieux und Gottfried Kinkel gründen in Bonn den Maikäferbund, einen spätromantischen Dichterkreis.
- 1846: Uraufführung der Oper L’Âme en peine von Friedrich von Flotow an der Grand Opéra Paris.
- 1919: In Berlin wird die erste Expressionistenausstellung von MERZbildern von Kurt Schwitters eröffnet.
- 1951: In Bayreuth werden die ersten Richard-Wagner-Festspiele nach dem Krieg feierlich eröffnet.
- 2017: Das große Eszett (ẞ) wird Bestandteil der amtlichen deutschen Rechtschreibung.

### Gesellschaft

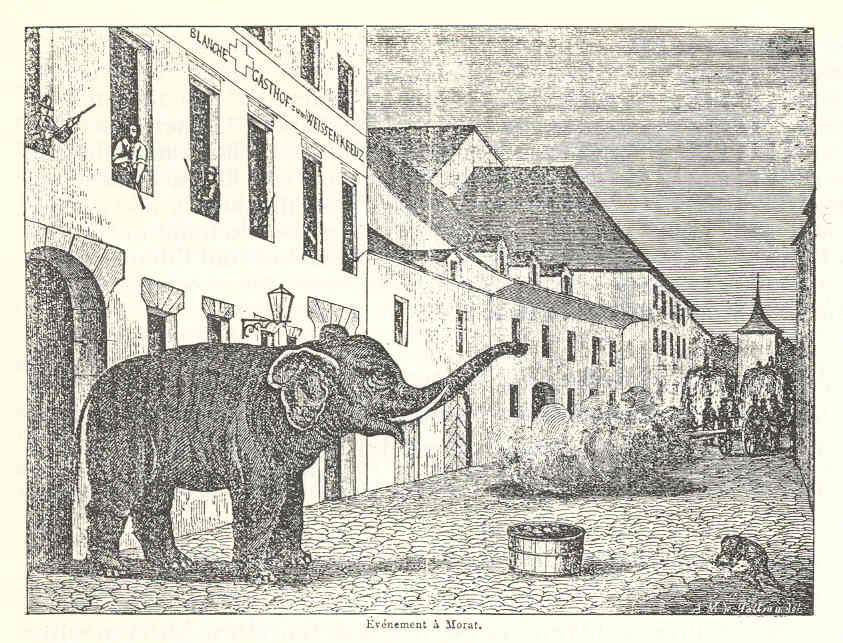
1866: Die Elefantenjagd von Murten

- 1866: In der Schweizer Kleinstadt Murten tötet ein Zirkuselefant seinen Wärter und entkommt. Er kann erst nach längerer Jagd durch die Zirkustruppe und die Einwohner der Stadt durch einen Kanonenschuss getötet werden.
- 1900: In Stockholm wird die Nobelstiftung errichtet. Sie nimmt Aufgaben im Zusammenhang mit der Vergabe von Nobelpreisen wahr.
- 1956: Die Filmschauspielerin Marilyn Monroe und der Dramatiker Arthur Miller heiraten.

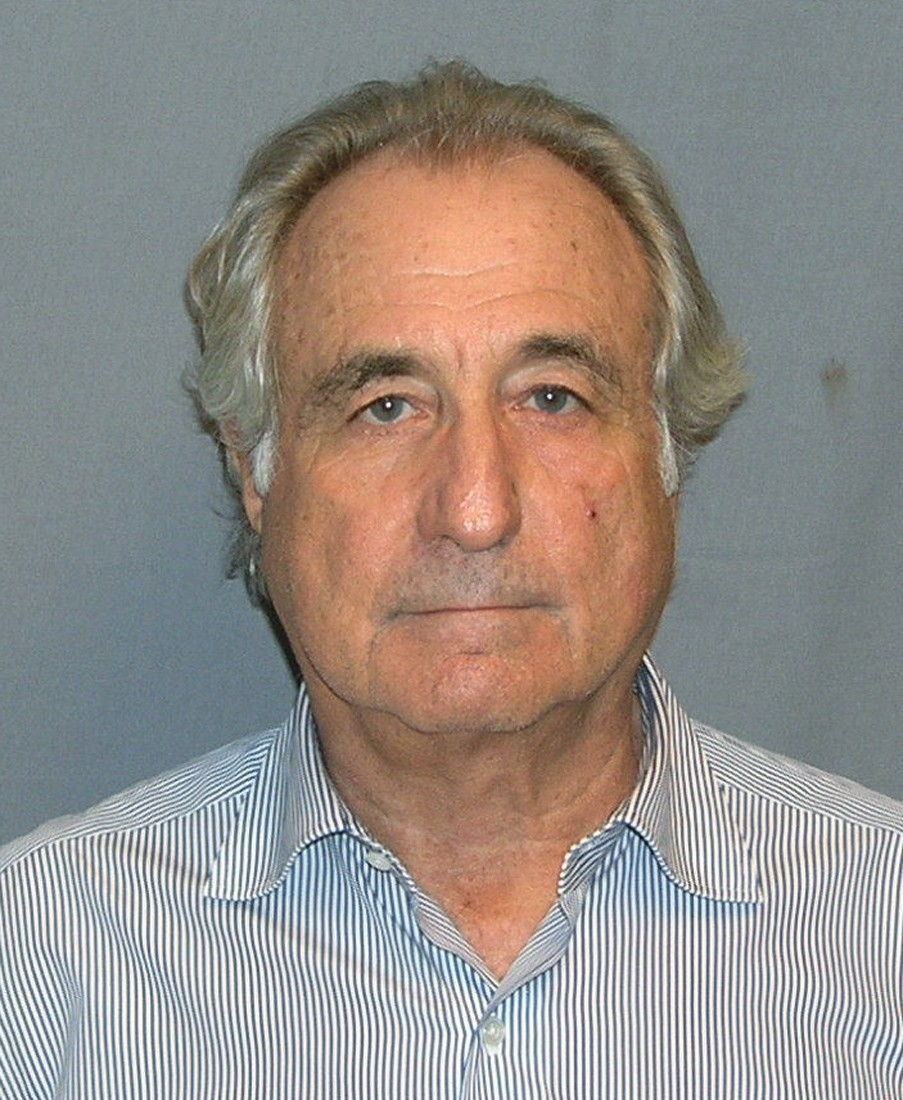
2009: Bernard L. Madoff

- 2009: Der frühere Finanz- und Börsenmakler Bernard L. Madoff wird von einem New Yorker Gericht zu 150 Jahren Freiheitsstrafe verurteilt. Mit einem auf dem Schneeballsystem basierenden Investmentfonds hat er einen Schaden von etwa 65 Milliarden US-Dollar angerichtet.

### Religion
- 1031: Der Benediktinermönch Bardo wird Erzbischof von Mainz.
- 1881: In der Enzyklika Diuturnum illud äußert sich Papst Leo XIII. über das Staatswesen und über staatliche Autorität und Gehorsamspflicht.
- 1896: Papst Leo XIII. stellt Einheit und Einzigartigkeit der Kirche in den Mittelpunkt der Enzyklika Satis cognitum. Ihr zufolge gehe, wer abseits der Kirche Christi lebe, dem Verderben entgegen.
- 1908: Mit der Apostolischen Konstitution Sapienti consilio strukturiert Papst Pius X. die römische Kurie neu. Unter anderem wird die Heilige Kongregation für die Sakramentenordnung errichtet.
- 1921: Aus Anlass des 700. Todestags des Heiligen Dominikus unterstreicht Papst Benedikt XV. dessen Bedeutung für die Kirche in der Enzyklika Fausto appetente die.
- 1951: Georg Ratzinger und sein Bruder Joseph Ratzinger, der spätere Papst Benedikt XVI. werden durch Kardinal Michael von Faulhaber zu Priestern geweiht.

### Katastrophen

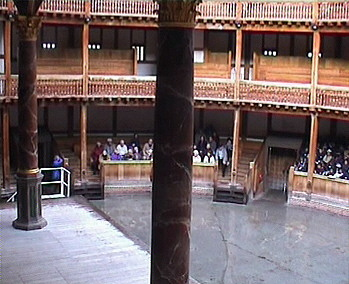
1613: Shakespeares Globe Theatre (Rekonstruktion)

- 1613: Das erste Globe Theatre, eine Bühne für Shakespeares Stücke, brennt bis auf die Grundmauern nieder.
- 1764: Die Region Woldegk (Norddeutschland) wird von einem verheerenden Tornado der in Deutschland selten vorkommenden Klasse F5 heimgesucht.
- 1864: Bei Kanadas bisher schwerstem Eisenbahnunglück bei St-Hilaire sterben 99 Menschen.
- 1995: Beim Einsturz des Sampoong-Gebäudes in Seoul werden Hunderte Kunden des Kaufhauses in den Trümmern verschüttet. Die Bilanz der Katastrophe nach mehrtägigen Rettungsarbeiten lautet: 501 Tote, 937 Verletzte und sechs Vermisste.

Kleinere Unglücksfälle sind in den Unterartikeln von Katastrophe und in der Liste von Katastrophen aufgeführt.

### Sport

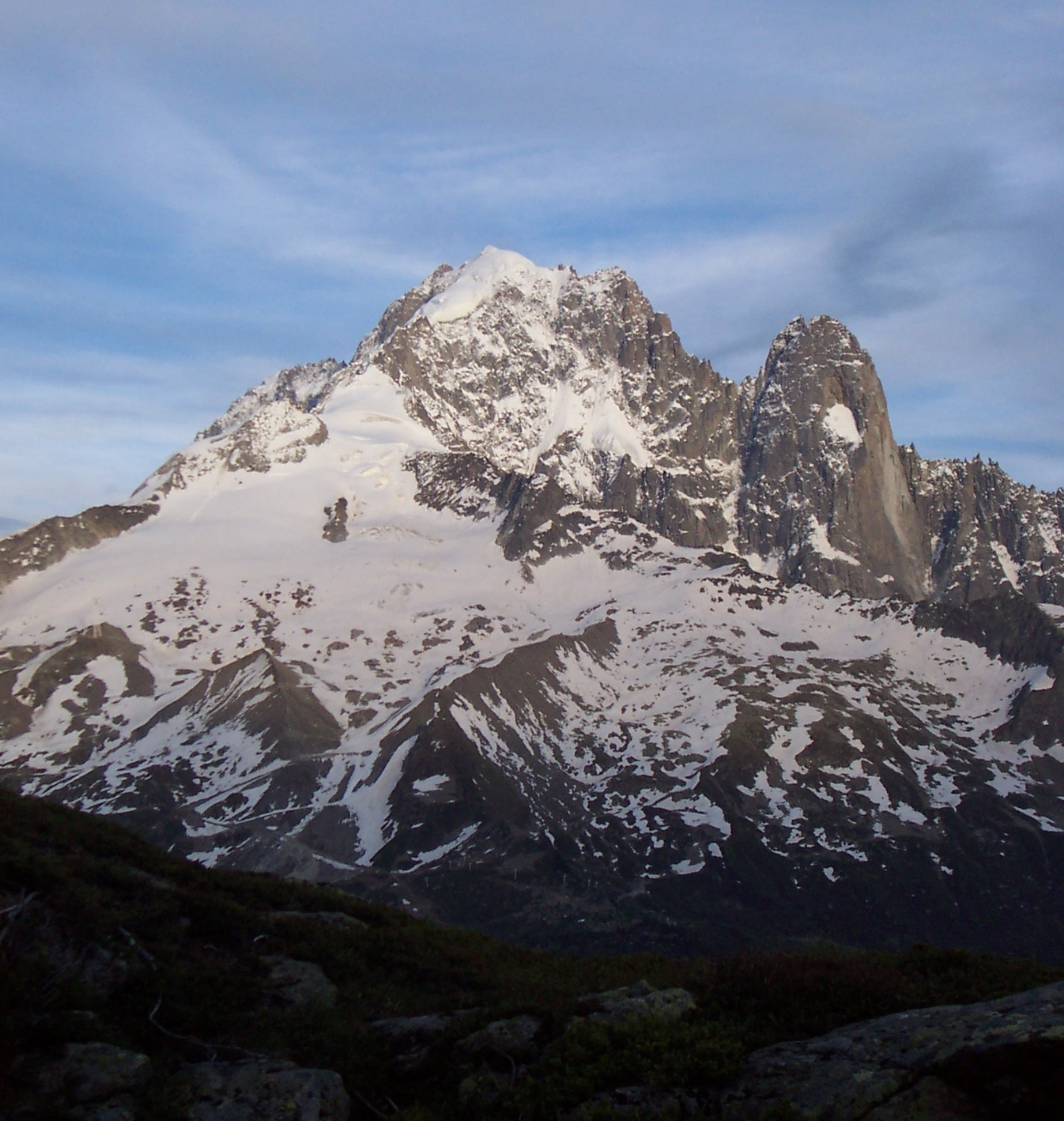
1865: Aiguille Verte und Aiguille du Dru

- 1865: Edward Whymper, Christian Almer und Franz Biner besteigen als Erste die Aiguille Verte, einen Viertausender in den Alpen.
- 1900: In Bottrop wird der Verein für Turn- und Volksspiele Bottrop gegründet.
- 1958: Durch einen 5:2-Finalerfolg über Gastgeber Schweden in Stockholm wird Brasilien erstmals Fußballweltmeister. Der 17-jährige Pelé, für den diese WM den Durchbruch bedeutet, erzielt dabei zwei Tore.
- 1986: Argentinien wird durch einen 3:2-Sieg gegen Deutschland im Finale der Fußball-Weltmeisterschaft in Mexiko Weltmeister.
- 1988: Maria Canins gewinnt die erste Ausgabe der Giro d’Italia Femminile, die erste Italienrundfahrt der Frauen.
- 1991: Südafrika kehrt als Full Member in den International Cricket Council (ICC) zurück.

2005: FIFA Confederations Cup

- 2005: Brasilien gewinnt den Konföderationen-Pokal gegen Argentinien in Deutschland mit 4:1. Deutschland gewinnt das Spiel um Platz 3 in Leipzig gegen Mexiko mit 4:3 nach Verlängerung.
- 2008: Im Finale der Fußball-Europameisterschaft der Männer in Österreich und der Schweiz besiegt die spanische Fußballnationalmannschaft Deutschland im Wiener Ernst-Happel-Stadion mit 1:0 und wird damit nach 44 Jahren wieder Europameister.
- 2009: Im Finale der U-21-Fußball-Europameisterschaft der Männer in Schweden besiegt die deutsche U-21-Nationalmannschaft die englische U21-Nationalmannschaft in Malmö im Swedbank Stadion mit 4:0 und wird somit zum ersten Mal U-21-Fußball-Europameister.

Einträge von Leichtathletik-Weltrekorden befinden sich unter der jeweiligen Disziplin unter Leichtathletik.
Einträge zu Fußballweltmeisterschaftsspielen finden sich in den Unterseiten von Fußball-Weltmeisterschaft. Das Gleiche gilt für Fußball-Europameisterschaften.

## Geboren

### Vor dem 18. Jahrhundert
- 1136: Petronella, letzte Königin von Aragón
- 1466: Els von Gemmingen, Priorin des Magdalenenklosters in Speyer
- 1468: Uriel von Gemmingen, Erzbischof von Mainz
- 1475: Beatrice d’Este, Herzogin von Mailand, Mäzenin von Donato Bramante und Leonardo da Vinci
- 1482: Maria von Aragón, Prinzessin von Spanien und Königin von Portugal
- 1516: Rembert Dodoens, flämischer Botaniker und Physiker
- 1516: Nikolaus von Dornspach, Bürgermeister von Zittau
- 1519: Johann Kittel, deutscher Theologe und Pädagoge
- 1521: Johann der Ältere, einziger Herzog von Schleswig-Holstein-Hadersleben
- 1528: Julius, Herzog zu Braunschweig-Lüneburg, Fürst von Braunschweig-Wolfenbüttel
- 1535: Hedwig von Ostfriesland, Herzogin von Braunschweig-Harburg
- 1540: Ana de Mendoza y de la Cerda, spanisch-portugiesische Hofdame und Politikerin
- 1543: Christine von Hessen, Herzogin von Holstein-Gottorf
- 1546: Dorothea von Dänemark, Herzogin von Braunschweig-Lüneburg
- 1577: Johann Merck, deutscher Pädagoge

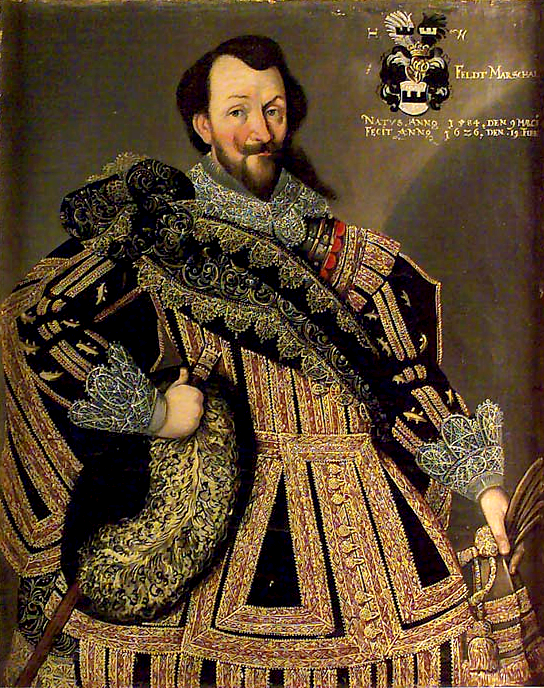
Hermann von Wrangel (* 1587)

- 1587: Hermann von Wrangel, schwedischer Feldmarschall und Gouverneur von Livland
- 1596: Go-Mizunoo, 108. Kaiser von Japan
- 1599: Antoine Brun, Diplomat in spanischen Diensten
- 1609: Pierre-Paul Riquet, französischer Ingenieur
- 1620: Masaniello, Hauptanführer des Volksaufstandes von 1647 in Neapel
- 1625: Matthias Wasmuth, deutscher Orientalist und lutherischer Theologe
- 1632: Hermann Matthias von Velen, Droste im Amt Meppen
- 1638: Heinrich Meibom, deutscher Mediziner
- 1658: Andreas David Carolus, deutscher lutherischer Theologe

### 18. Jahrhundert
- 1715: Pedro de Cevallos, spanischer Politiker und Militär, erster Vizekönig des Río de la Plata
- 1716: Joseph Stepling, deutsch-tschechischer Gelehrter
- 1721: Johann von Kalb, deutsch-amerikanischer General während der Amerikanischen Revolution
- 1725: Maria Teresa Cybo-Malaspina, Herzogin von Massa und Carrara
- 1731: Johann Siegmund Manso, deutscher Lehrer und Rektor
- 1743: Adolf von Hessen-Philippsthal-Barchfeld, Landgraf von Hessen-Philippsthal-Barchfeld
- 1745: Karl Franz Henisch, deutscher Schauspieler und Librettist

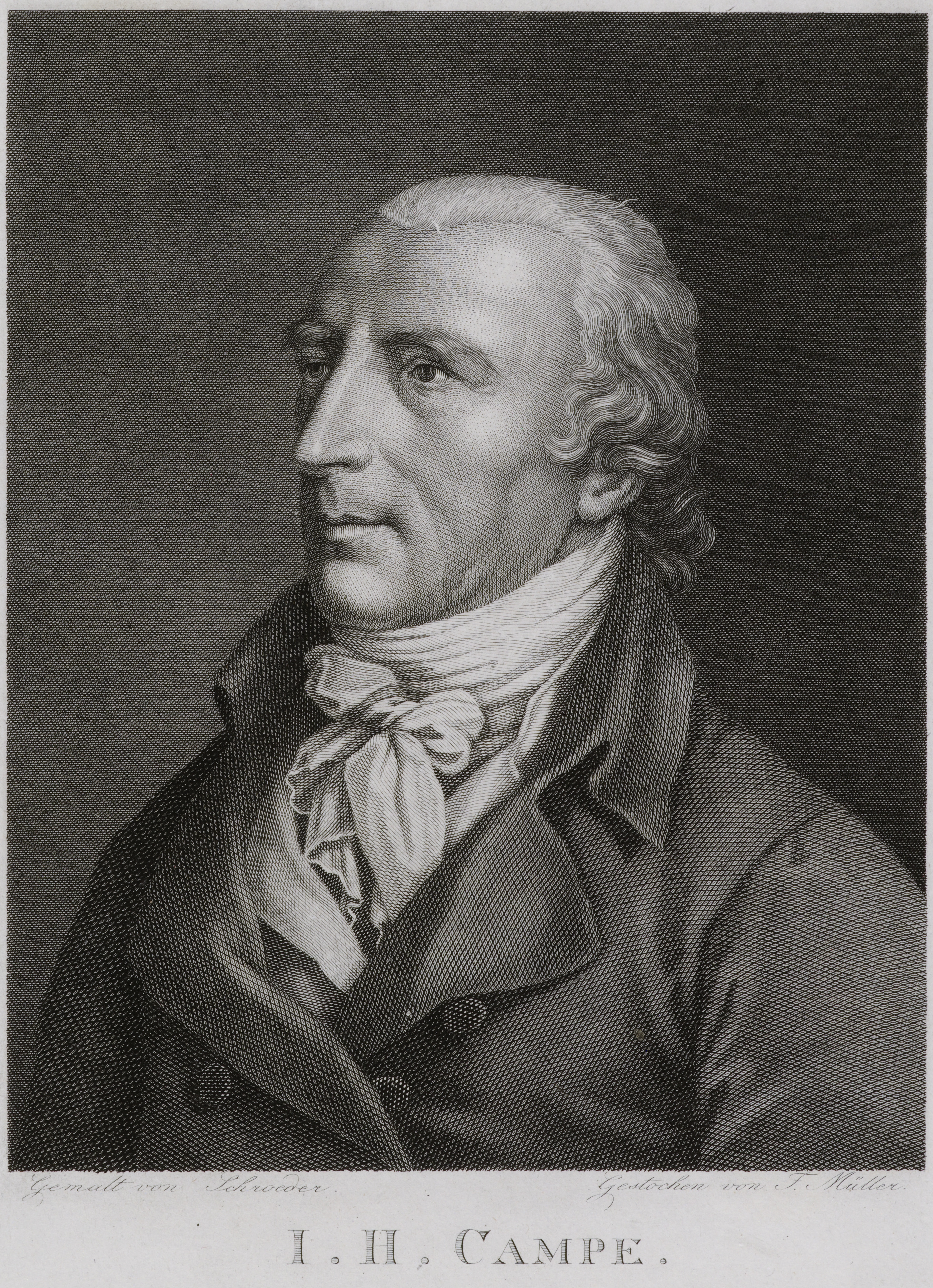
Joachim Heinrich Campe (* 1746)

- 1746: Joachim Heinrich Campe, deutscher Schriftsteller, Sprachforscher und Pädagoge
- 1748: Alexandre Aguado, französischer Bankier
- 1752: St. George Tucker, US-amerikanischer Jurist und Dichter
- 1753: Samuel J. Potter, US-amerikanischer Politiker
- 1766: Carl von Isenburg-Birstein, Fürst zu Isenburg und Büdingen
- 1766: Johann Nepomuk Sauter, deutscher Chirurg
- 1774: Christiane Amalie, Erbprinzessin von Anhalt-Dessau
- 1774: Friedrich Johann Jacobsen, Jurist
- 1779: Rudolf von Salis-Zizers, Schweizer Offizier
- 1782: Hans Christian Lyngbye, dänischer Pfarrer, Botaniker und Verleger
- 1793: Josef Ressel, österreichischer Forstbeamter und Erfinder, Entwickler der Schiffsschraube
- 1794: Heinrich XX., Fürst Reuß zu Greiz
- 1794: Ferdinand Wachter, deutscher Historiker und Hochschullehrer
- 1798: Giacomo Leopardi, italienischer Dichter
- 1798: Willibald Alexis, deutscher Schriftsteller

### 19. Jahrhundert
- 1801: Moritz Ludwig Frankenheim, deutscher Physiker, Geograph und Kristallograph
- 1801: Eduard von Marquardt, preußischer Generalmajor und Inspekteur der 2. Artillerie-Inspektion
- 1801: Carl von Preußen, preußischer General
- 1801: Pedro Santana, Präsident der Dominikanischen Republik
- 1804: Carl von Paur, bayerischer Beamter und Politiker
- 1804: Charles Upham Shepard, US-amerikanischer Mineraloge
- 1805: Charles Théobald de Choiseul-Praslin, französischer Adliger
- 1805: Anton Voß, sächsischer Bergmeister und Landtagsabgeordneter
- 1807: Moritz Stern, Mathematiker und der erste jüdische Ordinarius an einer deutschen Universität
- 1808: Friedrich Rudolf Hasse, deutscher Theologe
- 1824: Ernestine Friedrichsen, deutsche Genremalerin
- 1832: Rebekka Ar Rayès, Heilige der katholischen Kirche
- 1841: Jakob Lüthy, Schweizer Unternehmer und Politiker
- 1842: Josef Labor, österreichischer Komponist und Pianist

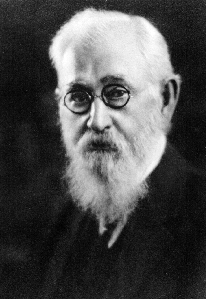
George W. Atkinson (* 1845)

- 1845: George W. Atkinson, US-amerikanischer Jurist und Politiker, Mitglied des Repräsentantenhauses, Gouverneur von West Virginia
- 1846: Oskar Rieding, deutscher Violinist, Musikpädagoge und Komponist
- 1847: Paul Flechsig, deutscher Psychiater und Hirnforscher, gilt als einer der „Väter der Neuroanatomie“
- 1849: John Hunn, US-amerikanischer Politiker, Gouverneur von Delaware
- 1850: Jacob Adolf Hägg, schwedischer Komponist

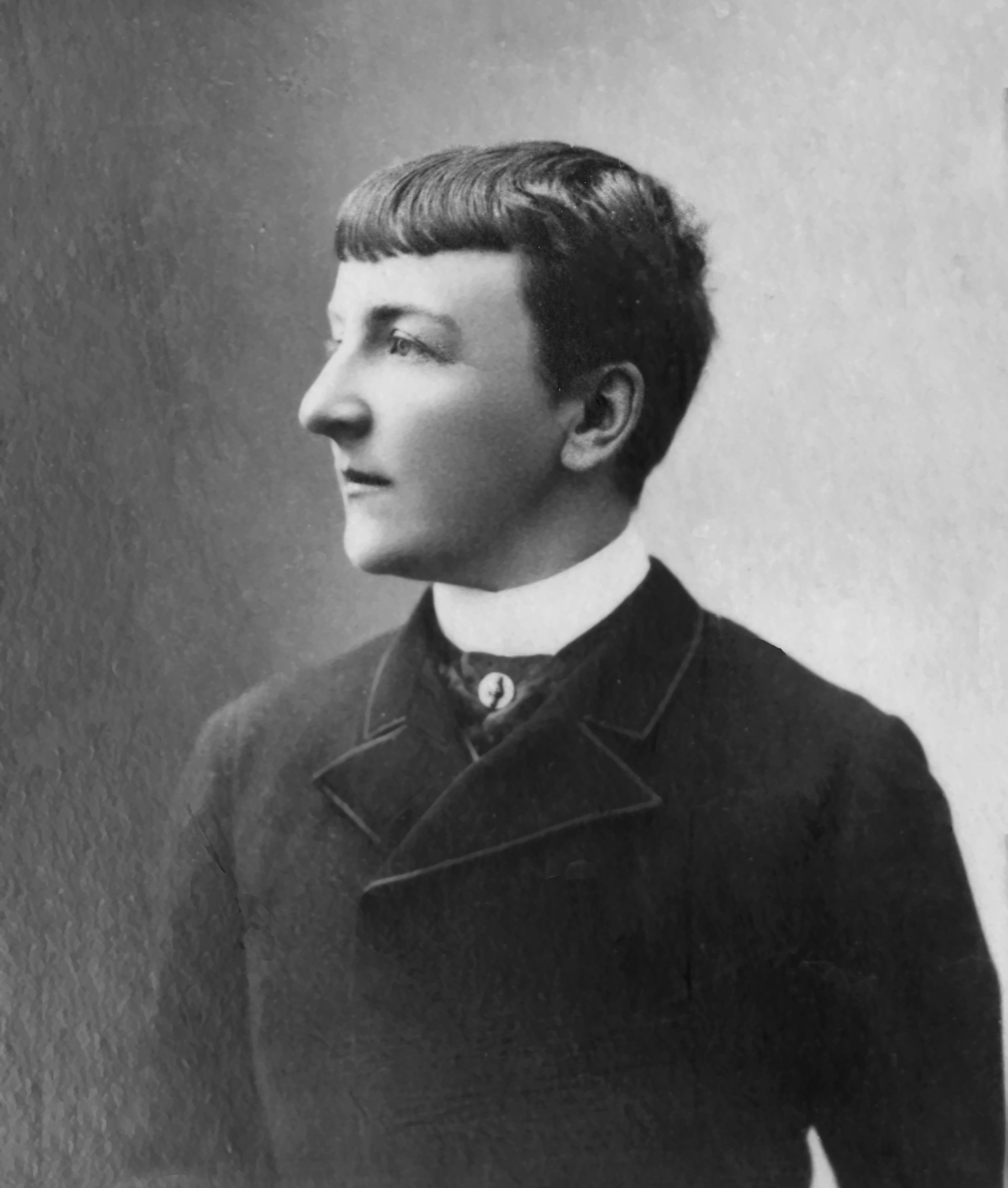
Jane Dieulafoy (* 1851)

- 1851: Jane Dieulafoy, französische Archäologin und Autorin
- 1852: Robert Kidston, britischer Botaniker aus Schottland
- 1853: Johannes Kaltenboeck, Schriftsteller österreichischer Abstammung
- 1853: Paul Véronge de la Nux, französischer Komponist
- 1858: Leopold von Casselmann, deutscher Politiker, MdR, Oberbürgermeister von Bayreuth
- 1861: Nicolas Cadi syrischer Erzbischof
- 1864: Anton Beer-Walbrunn, deutscher Komponist
- 1864: Paul Steindorff, US-amerikanischer Dirigent
- 1866: Erich Adickes, deutscher Philosoph
- 1866: Ignaz Rohr, deutscher katholischer Theologe, Hochschullehrer
- 1868: George Ellery Hale, US-amerikanischer Astronom
- 1873: Leo Frobenius, deutscher Ethnologe
- 1874: Frederick S. Armitage, US-amerikanischer Kameramann, Regisseur und Filmproduzent
- 1876ː Erminia von Olfers-Batocki, deutsche Schriftstellerin
- 1878: Karl von Škoda, böhmischer Generaldirektor der Škodawerke in Pilsen

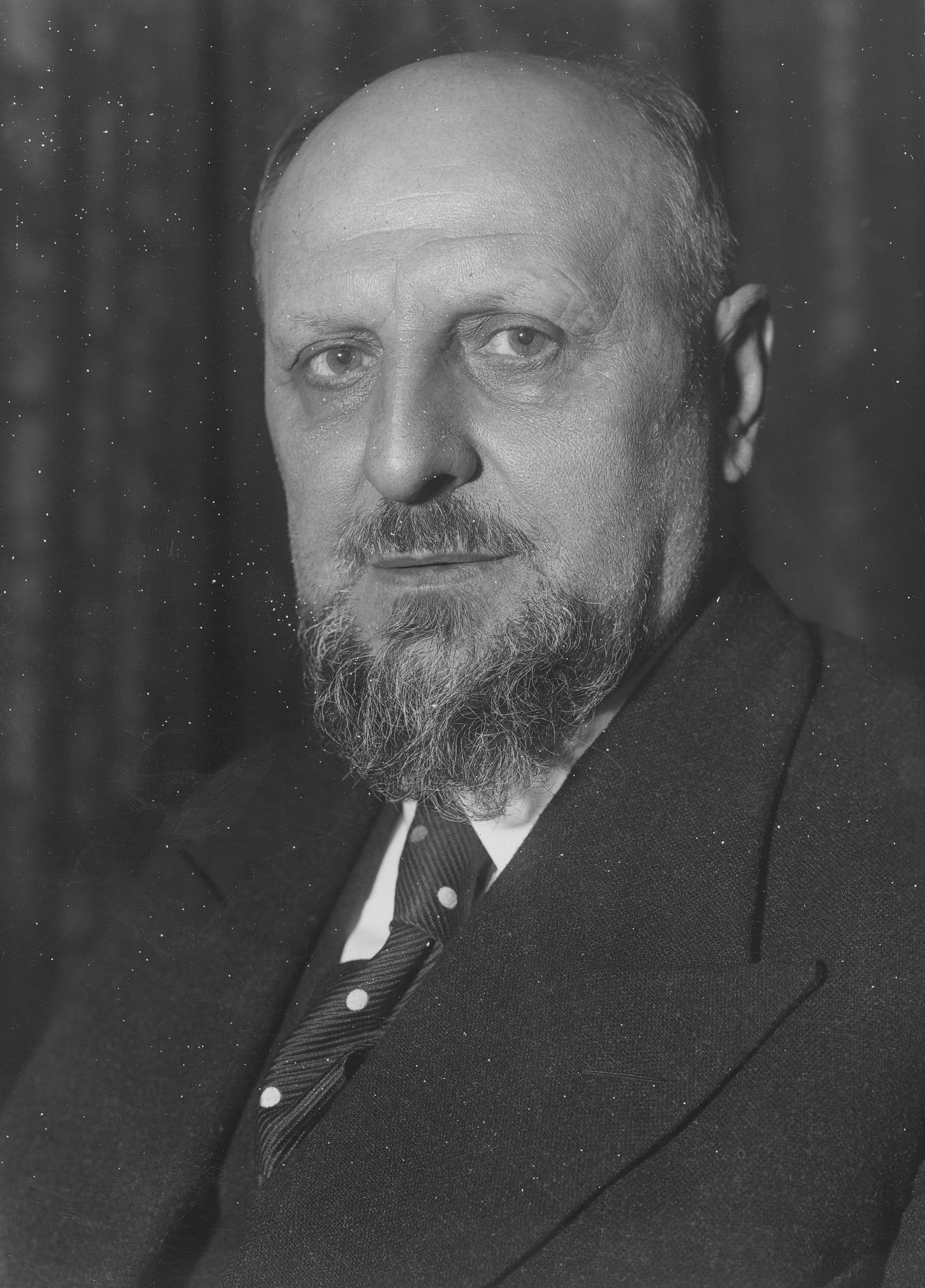
Aleksandar Zankow (* 1879)

- 1879: Aleksandar Zankow, bulgarischer Politiker, Ministerpräsident
- 1880: Ludwig Beck, deutscher General und Widerstandskämpfer
- 1881: Ilse Franke-Oehl, österreichische Schriftstellerin
- 1881: Curt Sachs, deutsch-US-amerikanischer Musiktheoretiker
- 1881: Louis Trousselier, französischer Radrennfahrer
- 1885: Pedro Humberto Allende Sarón, chilenischer Komponist
- 1885: André Gailhard, französischer Komponist
- 1886: George Frederick Boyle, australischer Komponist

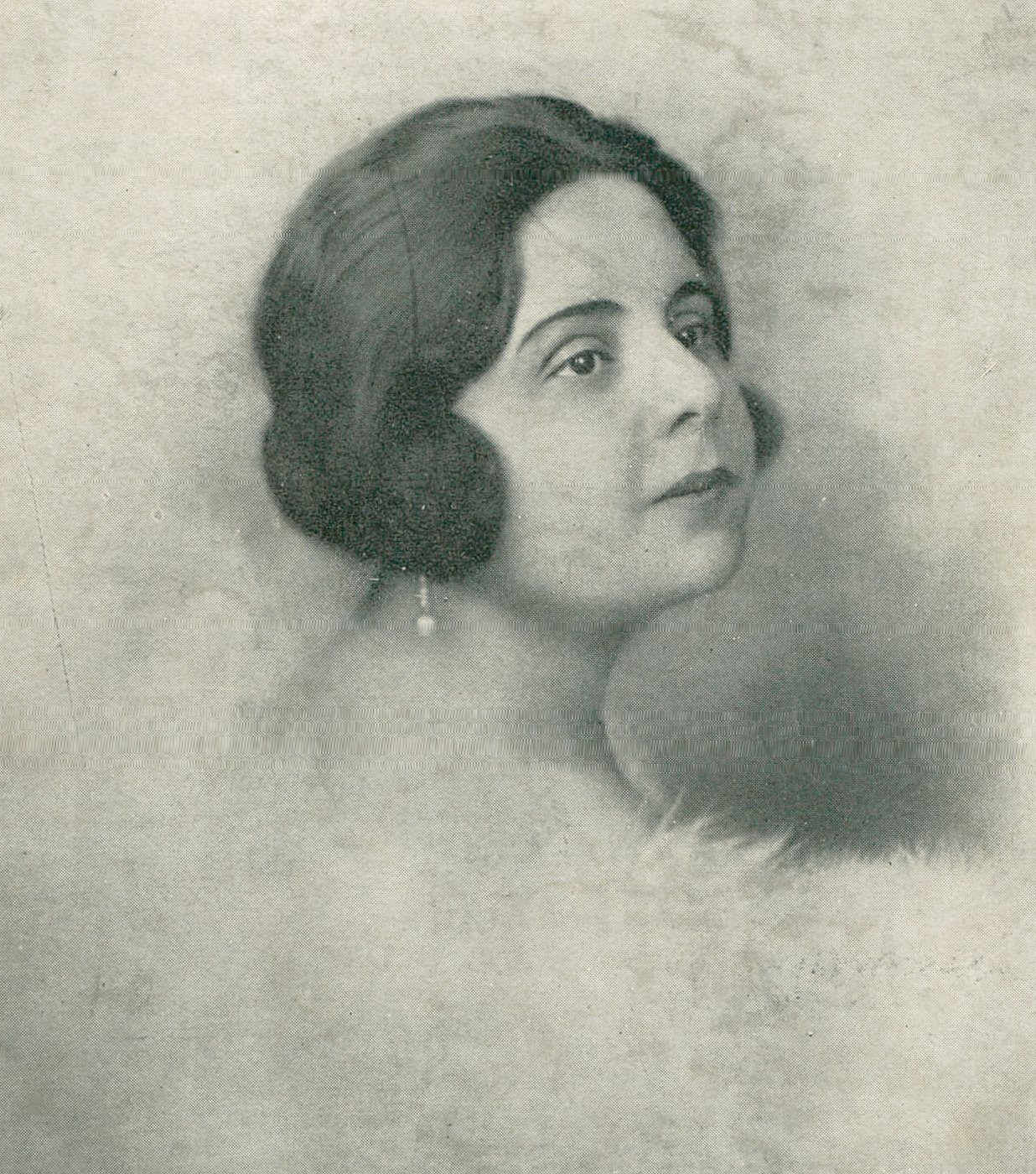
Ada Sari (1886)

- 1886: Ada Sari, polnische Opernsängerin

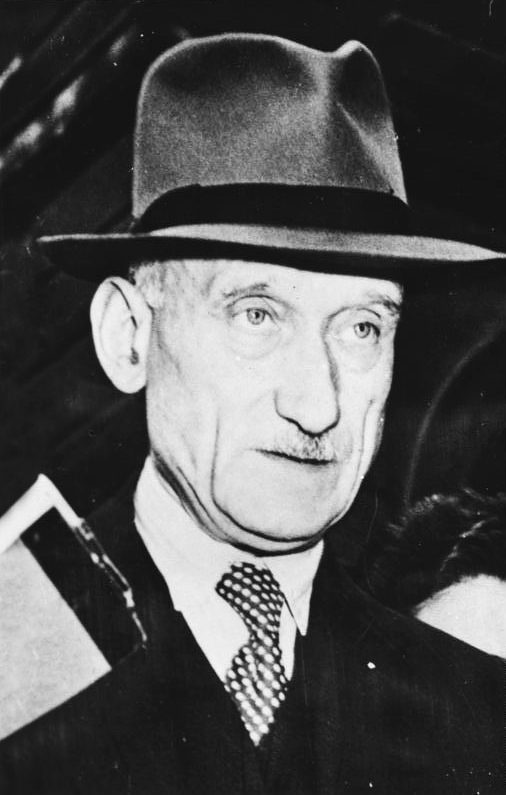
Robert Schuman (* 1886)

- 1886: Robert Schuman, deutsch-französischer Staatsmann, Außenminister, Ministerpräsident, gilt als einer der Gründervater der Europäischen Union
- 1887: Albert Ouriou, französischer Automobilrennfahrer
- 1890: Medardo Lamberti, italienischer Ruderer
- 1891: Petre Andrei, rumänischer Soziologe und Politiker
- 1892: Walter Schriel, deutscher Geologe
- 1892: Friedrich Wever, deutscher Beamter und Kommunalpolitiker
- 1893: Aarre Merikanto, finnischer Komponist
- 1896: Mathieu Ahlersmeyer, deutscher Opernsänger und Schauspieler
- 1896: Kurt Dainas, deutscher Sportpädagoge und Hochschullehrer
- 1896: Anna Gottburgsen, deutsche Blumen- und Landschaftsmalerin
- 1896: Hermann Lindrath, deutscher Politiker, MdB, Bundesminister
- 1897: José Dolores Cerón, dominikanischer Komponist
- 1897: Ottmar Gerster, deutscher Komponist
- 1898: Yvonne Lefébure, französische Pianistin
- 1900: Antoine de Saint-Exupéry, französischer Schriftsteller und Flieger
- 1900: Richard Oelze, deutscher Maler
- 1900: Marcel Roman, belgischer Ruderer

### 20. Jahrhundert

#### 1901–1925
- 1901: Nelson Eddy, US-amerikanischer Opernsänger und Filmdarsteller
- 1902: Carl-Heinz Schroth, österreichischer Schauspieler
- 1904: Jean Berveiller, französischer Organist und Komponist
- 1904: Witold Hurewicz, polnischer Mathematiker
- 1904: Arthur Müller, deutscher Motorradrennfahrer
- 1905: Franz Abelmann, deutscher Manager
- 1906: Hertha Parnass, deutsches Opfer des Holocaust
- 1908: Leroy Anderson, US-amerikanischer Komponist
- 1908: Fritz Feierabend, Schweizer Bobsportler
- 1908: René Gerber, Schweizer Komponist
- 1908: John Hench, US-amerikanischer Illustrator, Trickfilmanimator und Disney-Zeichner
- 1910: Siegfried Fornaçon, deutscher Theologe und Schifffahrtsforscher
- 1910: Frank Loesser, US-amerikanischer Komponist
- 1911: Bernard Herrmann, US-amerikanischer Dirigent und Komponist

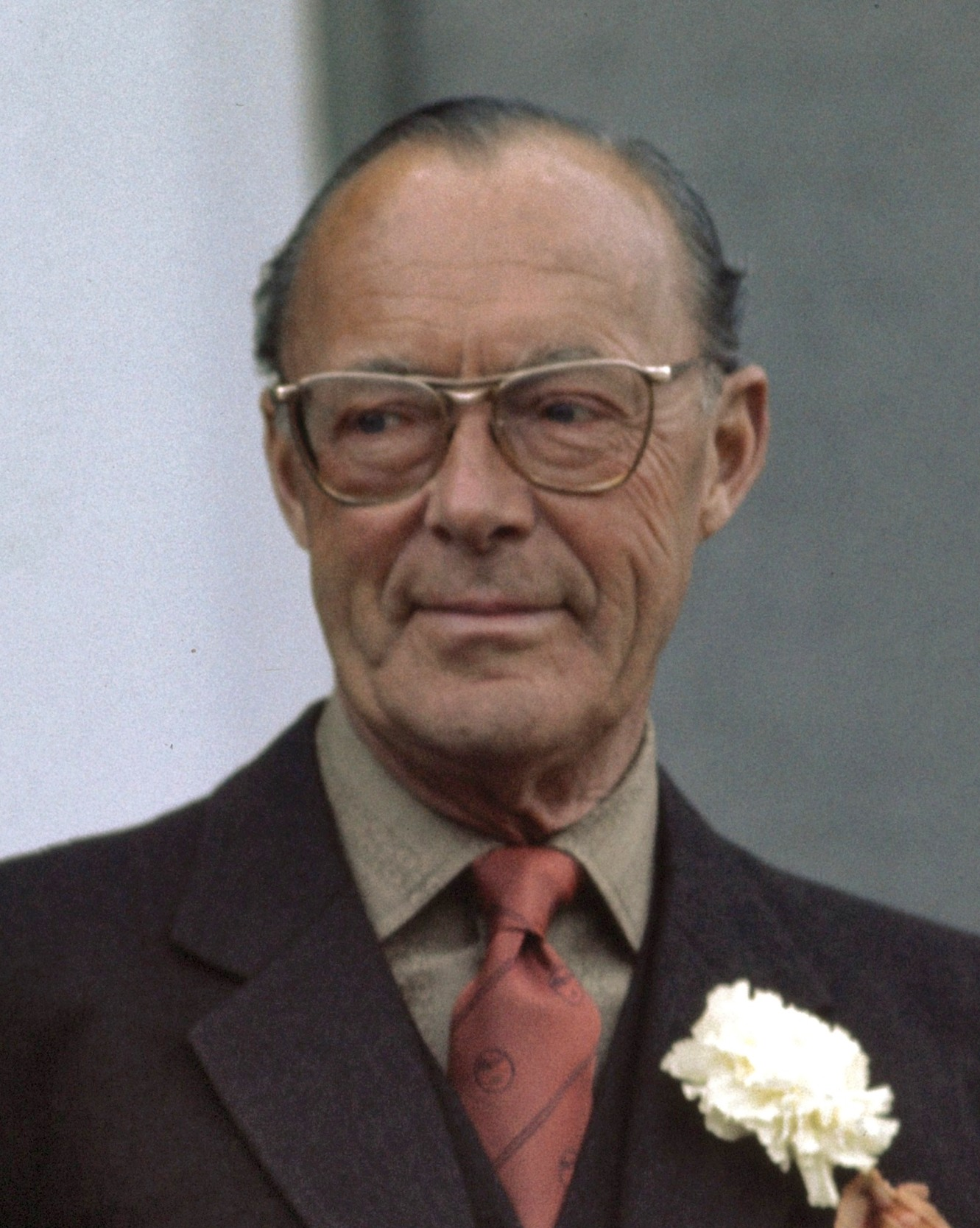
Bernhard zur Lippe-Biesterfeld (* 1911)

- 1911: Bernhard zur Lippe-Biesterfeld, deutscher Adliger und Prinzgemahl der Niederlande

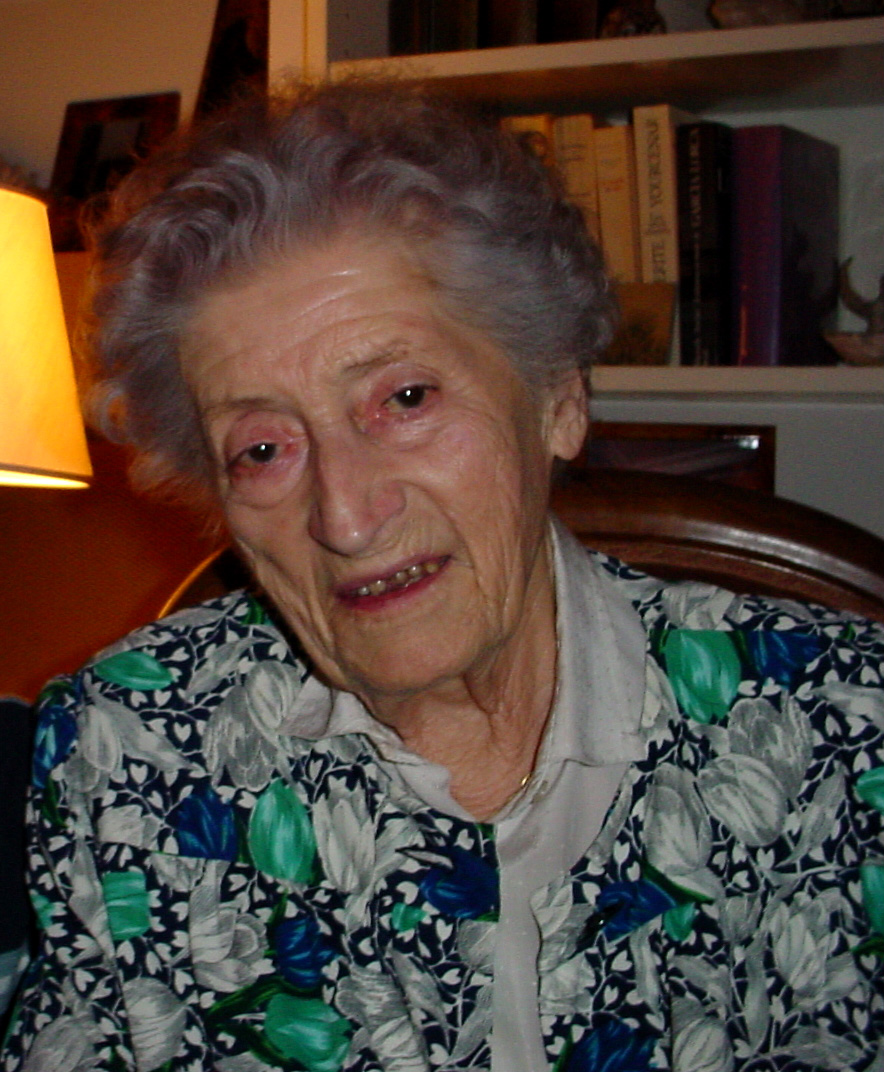
Lucie Aubrac (* 1912)

- 1912: Lucie Aubrac, französische Widerstandskämpferin
- 1912: José Pablo Moncayo, mexikanischer Komponist und Dirigent
- 1912: Hans Straden, deutscher Brigadegeneral
- 1913: Hans Knecht, Schweizer Radsportler
- 1914: Rafael Kubelík, tschechischer Dirigent
- 1914: Dorothy Short, US-amerikanische Schauspielerin
- 1915: Ruth Warrick, US-amerikanische Schauspielerin
- 1916: Óscar Cristi, chilenischer Springreiter
- 1918: Christof Frommelt, liechtensteinischer Skilangläufer
- 1919: Slim Pickens, US-amerikanischer Schauspieler
- 1919: Ernesto Corripio y Ahumada, Erzbischof von Mexiko-Stadt und Kardinal
- 1919: Happy Wilson, US-amerikanischer Country-Musiker
- 1920: Juan Blanco, kubanischer Komponist
- 1920: Ray Harryhausen, US-amerikanischer Tricktechniker und Animator
- 1920: Karl Molitor, Schweizer Skirennfahrer
- 1920: Ilse Reiter, deutsche Politikerin

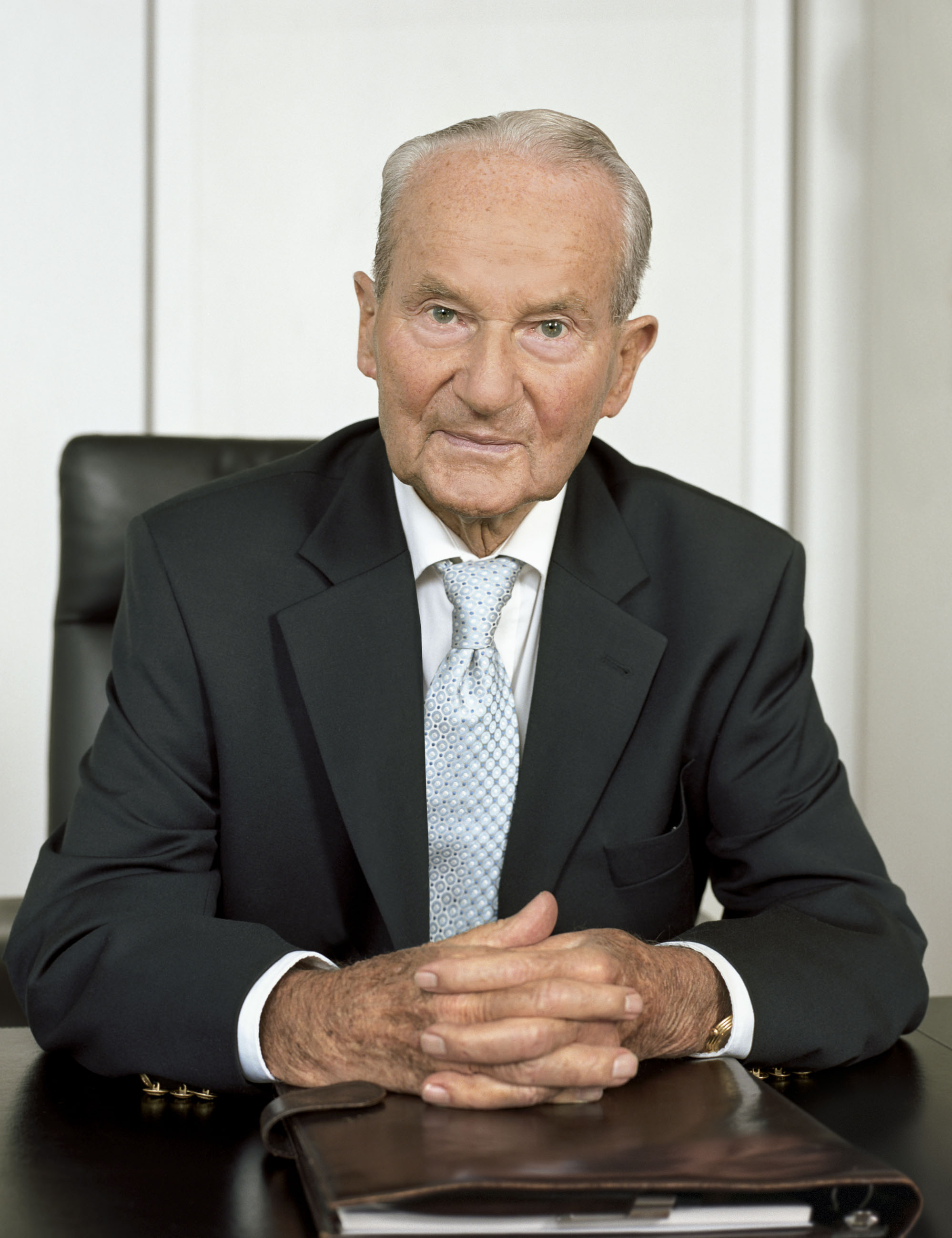
Reinhard Mohn (* 1921)

- 1921: Reinhard Mohn, deutscher Unternehmer
- 1921: George Reed, US-amerikanischer Automobilrennfahrer
- 1921: Harry Schell, US-amerikanischer Automobilrennfahrer
- 1922: Paul Flora, österreichischer Zeichner und Karikaturist, Grafiker und Illustrator
- 1924: Philip H. Hoff, US-amerikanischer Politiker
- 1925: Sylvain Garant, französischer Automobilrennfahrer
- 1925: Marilyn Mason, Organistin und Musikpädagogin
- 1925: Hale Smith, US-amerikanischer Komponist, Pianist und Musikpädagoge

#### 1926–1950
- 1926: Jorge Enrique Adoum, ecuadorianischer Schriftsteller, Politiker, Essayist und Diplomat
- 1927: Henry Jaeger, deutscher Schriftsteller
- 1927: Patrick McGeer, kanadischer Basketballspieler, Arzt, Gesundheitswissenschaftler und Politiker
- 1927: Karl Ravens, deutscher Politiker, MdB, Parlamentarischer Staatssekretär, Bundesbauminister, MdL
- 1928: Ian Bannen, schottischer Schauspieler
- 1928: Urion Gallin, israelischer Leichtathlet

Oriana Fallaci (* 1929)

- 1929: Oriana Fallaci, italienische Widerstandskämpferin und Schriftstellerin
- 1929: Pat Crawford Brown, US-amerikanische Schauspielerin
- 1929: Alexandre Lagoya, ägyptischer Gitarrist
- 1930: Ernst Albrecht, deutscher Politiker, MdL, Ministerpräsident von Niedersachsen
- 1930: Sachiko Hidari, japanische Schauspielerin
- 1930ː Brunhild von Oertzen, deutsche Managerin des Klosters Isenhagen und Äbtissin
- 1930: Pavol Šimai, slowakisch-schwedischer Pianist und Komponist
- 1931: Erich Wilhelm Schmid, deutscher Physiker
- 1932: Robert U. Ayres, Physiker und Ökonom
- 1932: Ror Wolf, deutscher Schriftsteller
- 1933: Peter Kafka, deutscher Physiker
- 1934: Rudolf Dannhauer, deutscher Skilangläufer
- 1935: Paul Tiedemann, deutscher Handballspieler und -trainer
- 1936: Kazimierz Braun, polnischer Theaterregisseur, -wissenschaftler und -pädagoge
- 1938: Giampaolo Menichelli, italienischer Fußballspieler
- 1939: Sante Gaiardoni, italienischer Bahnradsportler
- 1939: Amarildo Tavares da Silveira, brasilianischer Fußballspieler und -trainer, Weltmeister
- 1940: Wjatscheslaw Petrowitsch Artjomow, russischer Komponist
- 1940: John Dawes, walisischer Rugbyspieler
- 1941: Stokely Carmichael, guineischer Bürgerrechtler und Revolutionär
- 1941ː Christine Dölle, deutsche Gebrauchsgrafikerin und Karikaturistin

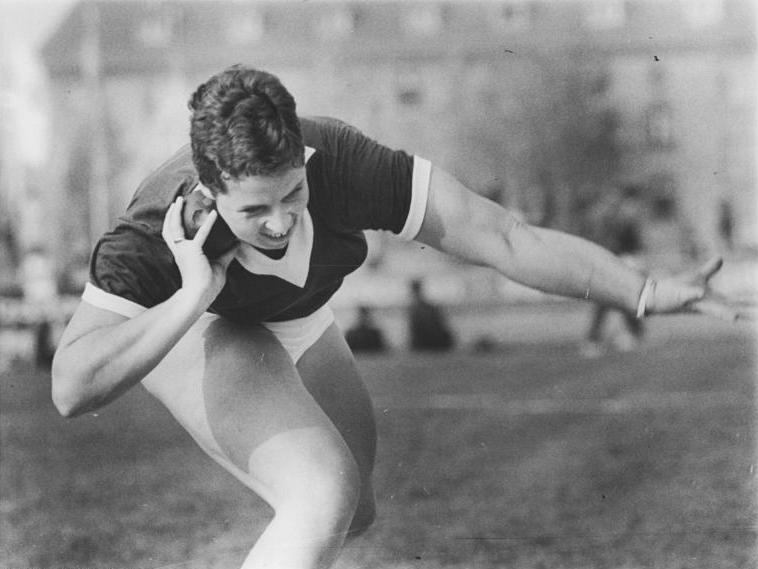
Margitta Gummel (* 1941)

- 1941: Margitta Gummel, deutsche Leichtathletin, Olympiasiegerin
- 1942: Francesco Glorioso, italienischer Ruderer
- 1942: Andrea Jonasson, deutsche Schauspielerin
- 1942: Jurgis Juozapaitis, litauischer Komponist
- 1942: Wolfgang Kramer, deutscher Spieleautor
- 1943: Hartmut Albers, deutscher Jurist
- 1943: Gerhard Auer, deutscher Ruderer
- 1943: Little Eva, US-amerikanische Sängerin

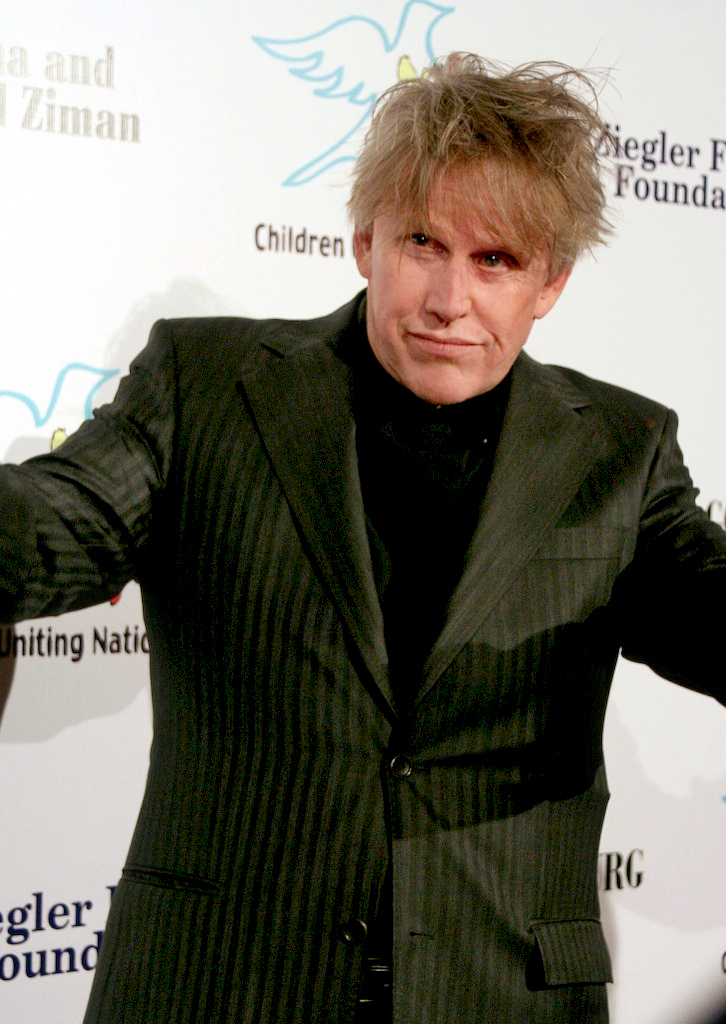
Gary Busey (* 1944)

- 1944: Gary Busey, US-amerikanischer Schauspieler
- 1944: Seán Patrick O’Malley, Erzbischof von Boston und Kardinal
- 1944: Jürgen Weber, deutscher Fußballspieler
- 1945: Chandrika Kumaratunga, sri-lankische Politikerin, Premierministerin, Staatspräsidentin
- 1946: Peter Anders, deutscher Fußballspieler
- 1946: Roger Brennwald, Schweizer Tennisfunktionär und Turnierdirektor
- 1946: Gitte Hænning, dänische Schlagersängerin
- 1946: Joelle Wallach, US-amerikanische Komponistin und Musikpädagogin
- 1947: Josef Adamík, tschechischer Komponist, Musikpädagoge und Chorleiter
- 1947: Ágúst Guðmundsson, isländischer Filmregisseur, Produzent und Drehbuchautor
- 1947: Peter Frankenberg, deutscher Geograph, Landesminister
- 1948: Günther Geis, deutscher katholischer Geistlicher
- 1948: Ian Paice, britischer Schlagzeuger (Deep Purple)
- 1948: Robert Martin, US-amerikanischer Sänger, Multiinstrumentalist, Komponist und Musikproduzent
- 1948: Sean Bergin, südafrikanischer Jazzmusiker
- 1949: Dan Dierdorf, US-amerikanischer American-Football-Spieler und Sportmoderator

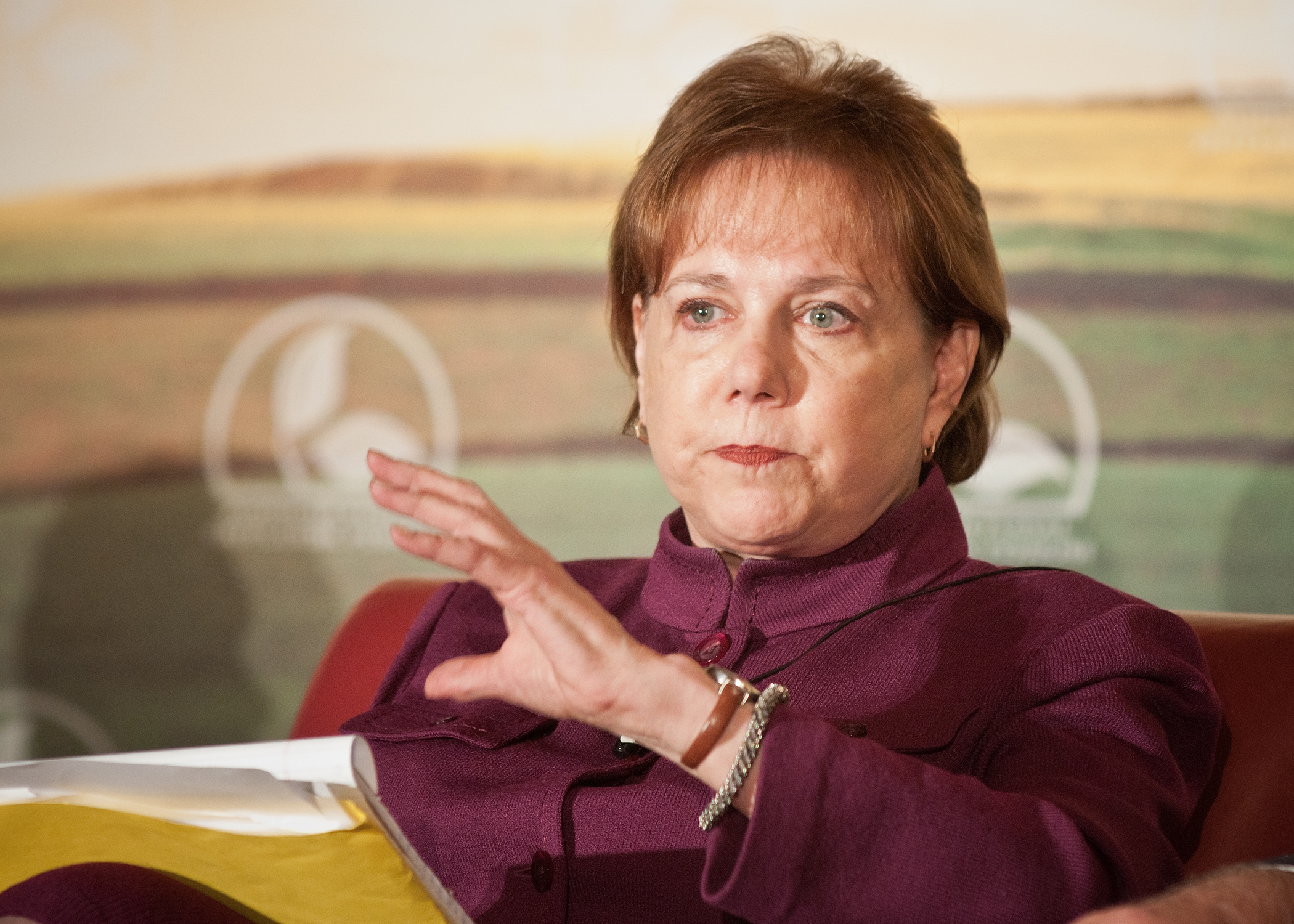
Ann Veneman (* 1949)

- 1949: Ann Veneman, US-amerikanische Politikerin, Landwirtschaftsministerin
- 1950: Gerald Thalheim, deutscher Politiker, MdB, Parlamentarischer Staatssekretär

#### 1951–1975
- 1951: Ferdinand Dudenhöffer, deutscher Verkehrswissenschaftler

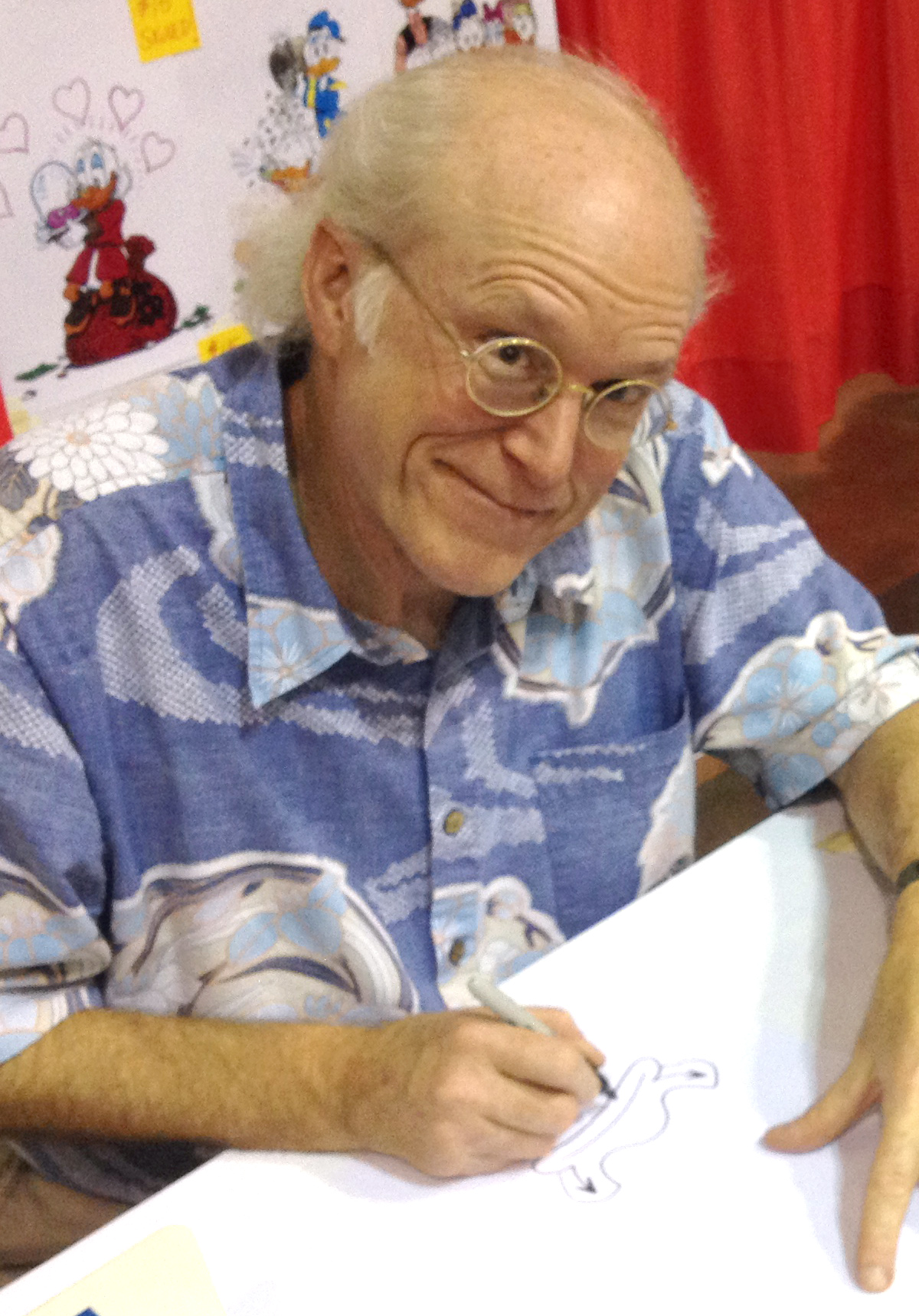
Don Rosa (* 1951)

- 1951: Don Rosa, US-amerikanischer Texter und Comic-Zeichner
- 1951: Peter Rost, deutscher Handballspieler, -trainer und -funktionär
- 1951: Don Zagier, amerikanischer Mathematiker
- 1953: Don Dokken, US-amerikanischer Rockmusiker
- 1953: Colin Hay, britischer Musiker
- 1953: Ingo Kühl, deutscher Maler, Bildhauer und utopischer Architekt
- 1954: Susan Huggett, simbabwische Hockeyspielerin
- 1954: Leslie G. Hunt, deutsch-US-amerikanischer Maler und Radierer
- 1954ː Helle Juul, dänische Architektin und Hochschullehrerin
- 1954: Beat Tschümperlin, Schweizer Politiker
- 1954: Marcello Viotti, italienischer Dirigent
- 1955: Fritz Kuhn, deutscher Politiker, MdB, Oberbürgermeister von Stuttgart
- 1956: Christoph Hemrich, deutscher Schauspieler
- 1956: Britta Neander, deutsche Musikerin
- 1956: Pedro Santana Lopes, portugiesischer Politiker, Ministerpräsident
- 1957: Patrick Bornhauser, französischer Automobilrennfahrer und Unternehmer
- 1957: Robert Forster, australischer Sänger und Songwriter
- 1957: María Conchita Alonso, US-amerikanische Schauspielerin und Sängerin

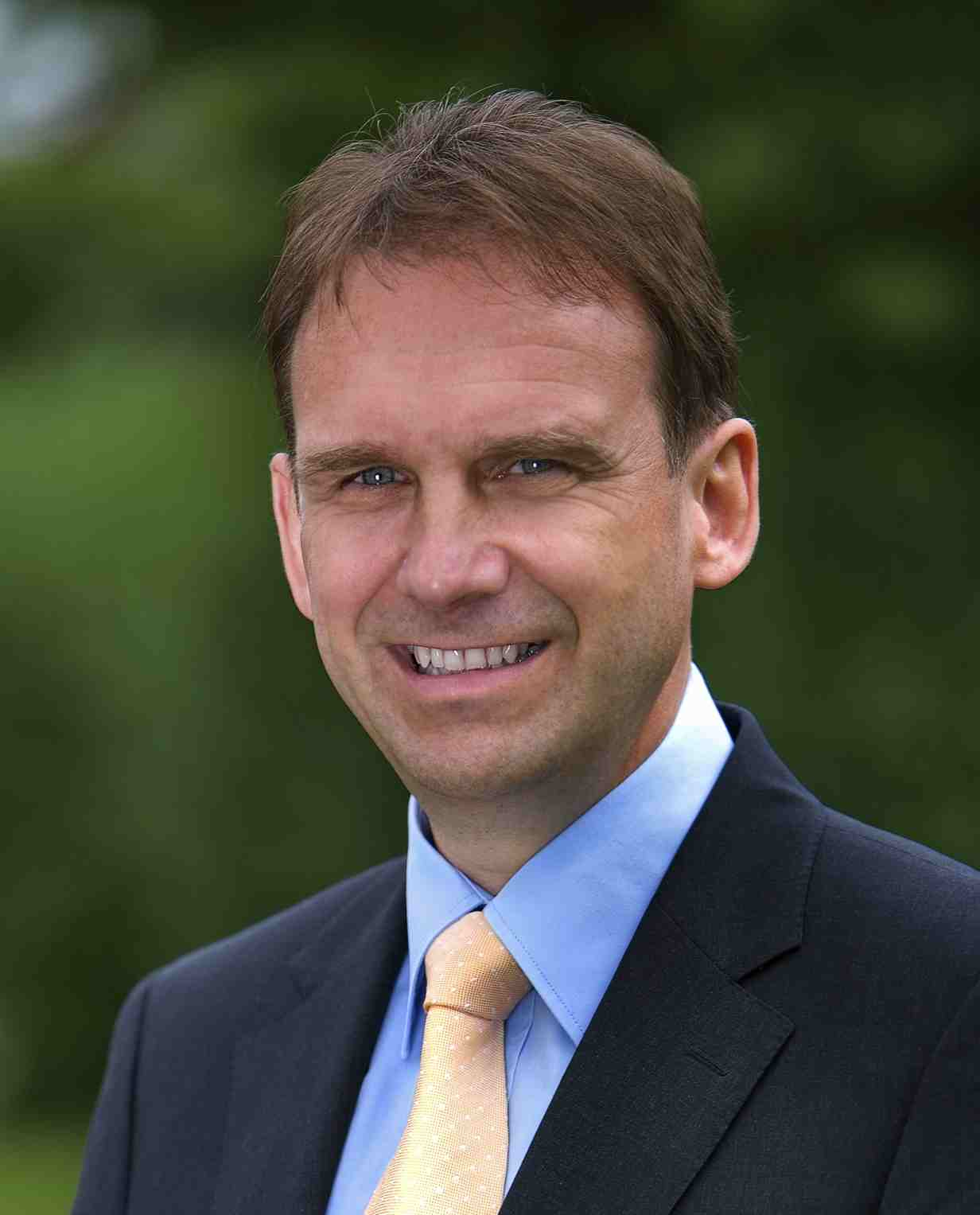
Dieter Althaus (* 1958)

- 1958: Dieter Althaus, deutscher Politiker, MdL, Kultusminister, Ministerpräsident von Thüringen
- 1958: Najla Bouden Romdhane, tunesische Geologin und Premierministerin
- 1958: Rosa Mota, portugiesische Leichtathletin
- 1958: Marcus Off, deutscher Schauspieler
- 1958: Ralf Rangnick, deutscher Fußballtrainer und -funktionär
- 1960: Christoph Cech, österreichischer Pianist, Komponist, Dirigent und Hochschullehrer
- 1960: Ramón Orlando, dominikanischer Merenguemusiker
- 1960: Karsten Speck, deutscher Entertainer und Schauspieler
- 1961: Agnes Alpers, deutsche Politikerin, MdB
- 1961: Meredith Gardner, kanadische Freestyle-Skierin
- 1961: Greg Hetson, US-amerikanischer Gitarrist
- 1961: Sharon Lawrence, US-amerikanische Schauspielerin
- 1961: Jörg Meuthen, deutscher Wirtschaftswissenschaftler und Politiker
- 1962: Amanda Donohoe, britische Schauspielerin
- 1962: Pal Lekaj, kosovarischer Politiker, Minister
- 1962: Volker Meyer-Dabisch, deutscher Schauspieler und Regisseur

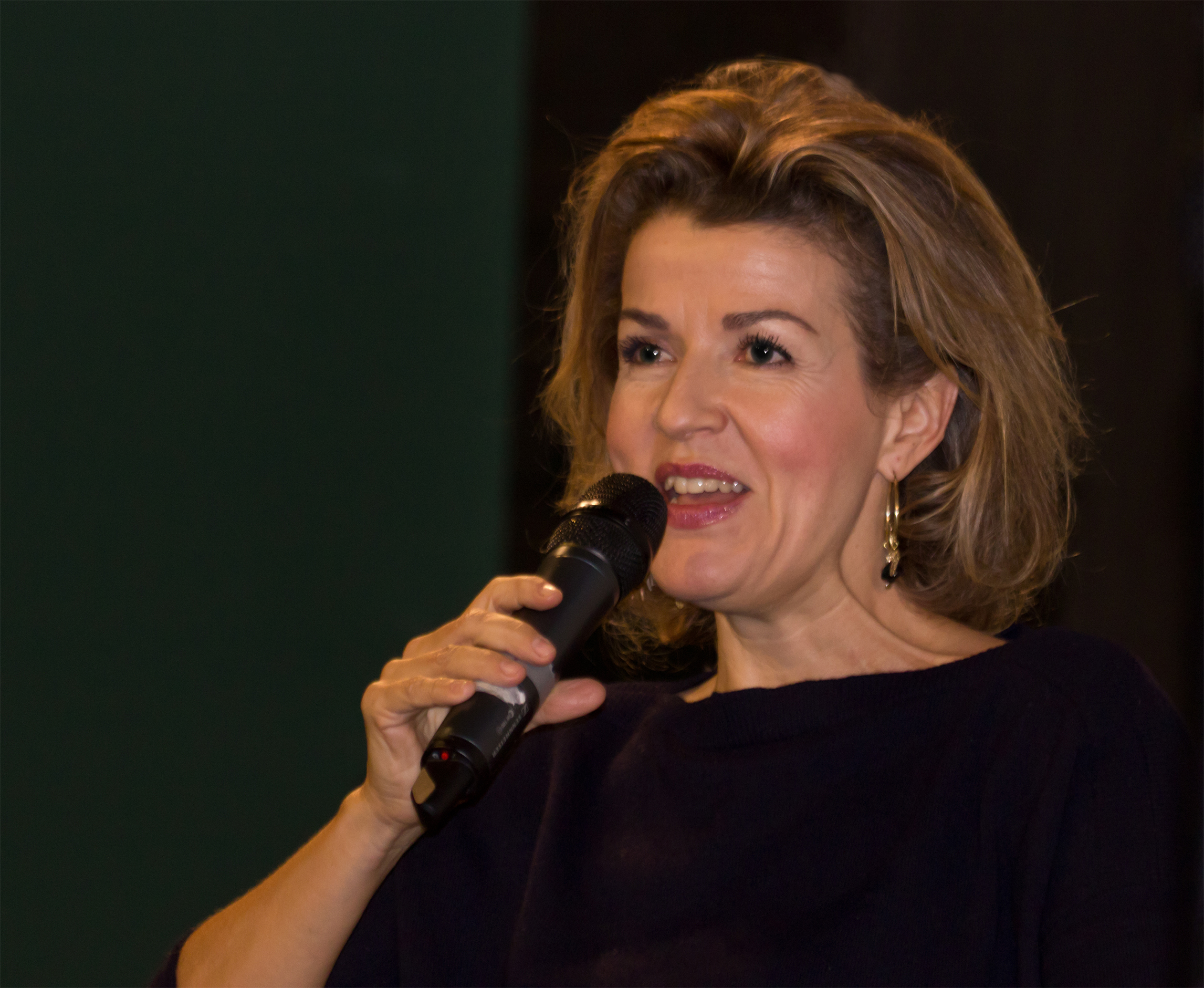
Anne-Sophie Mutter (* 1963)

- 1963: Anne-Sophie Mutter, deutsche Violinistin
- 1964: Jens Franke, deutscher Mathematiker
- 1964: Annapia Gandolfi, italienische Florettfechterin
- 1964: Andreas Gelz, deutscher Romanist und Hochschullehrer
- 1964: Roberta Gottardi, italienische Klarinettistin
- 1964: Philippe Grivel, Schweizer Radrennfahrer
- 1964: Wendy Kilbourne, US-amerikanische Schauspielerin
- 1964: Philipp Oswalt, deutscher Architekt und Professor
- 1964: Hubert Spiess, österreichischer Schauspieler, Regisseur und Theaterproduzent
- 1964: Dieter Stier, deutscher Politiker, MdB
- 1964: Kathleen Wilhoite, US-amerikanische Schauspielerin und Musikerin
- 1965: Michaela Erler, deutsche Handballspielerin

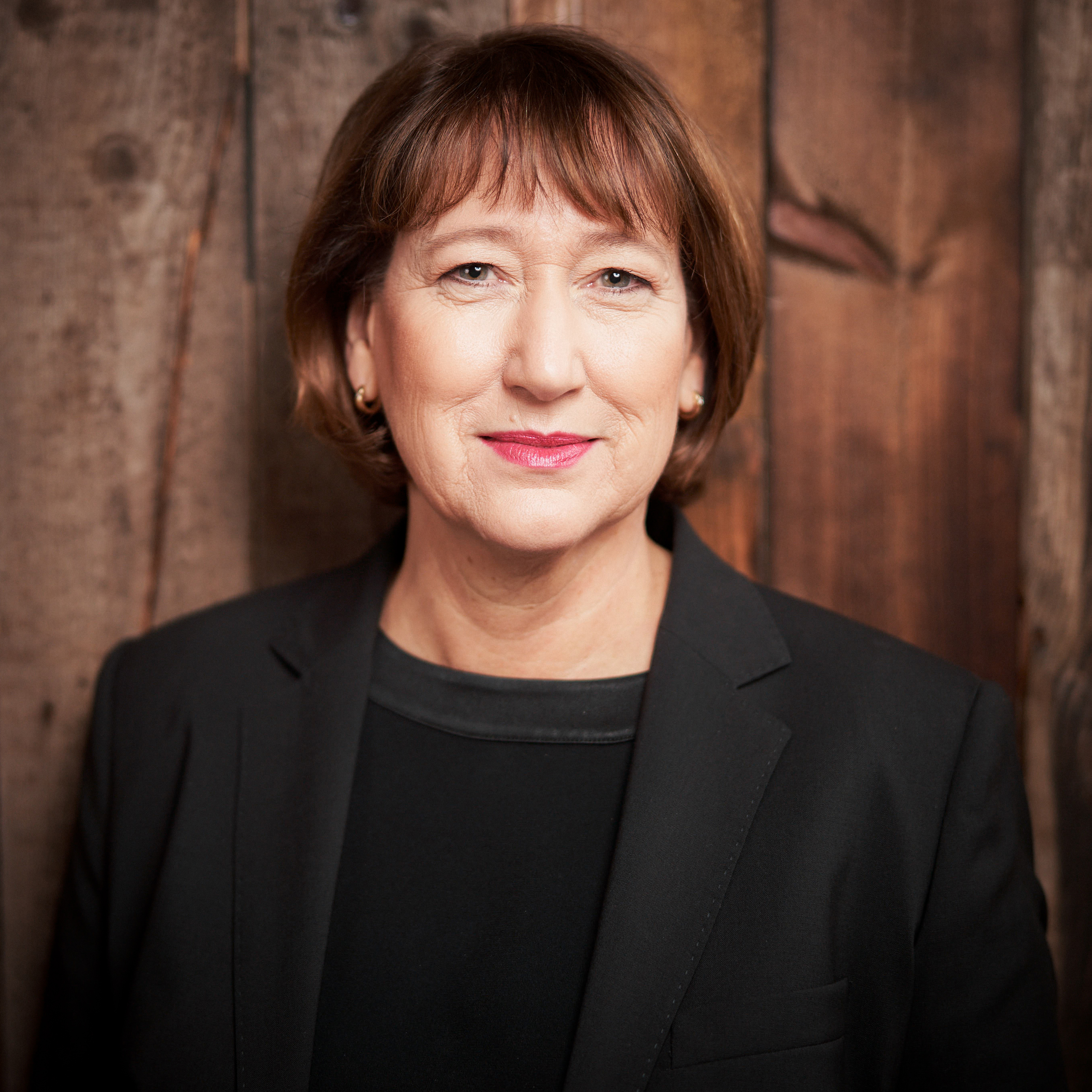
Hildgard Müller (* 1967)

- 1967: Hildegard Müller, deutsche Managerin und Politikerin, MdB, Staatsministerin
- 1968: Theoren Fleury, kanadischer Eishockeyspieler
- 1968: Michael Oesterle, kanadischer Komponist
- 1970: Edda Mutter, deutsche Skirennläuferin
- 1970: Melanie Paschke, deutsche Leichtathletin
- 1971: Christina Chang, US-amerikanische Schauspielerin
- 1971: Monika Gruber, deutsche Schauspielerin und Kabarettistin
- 1971: Adrian Käser, Schweizer Schwinger
- 1972: Jack Deam, britischer Schauspieler

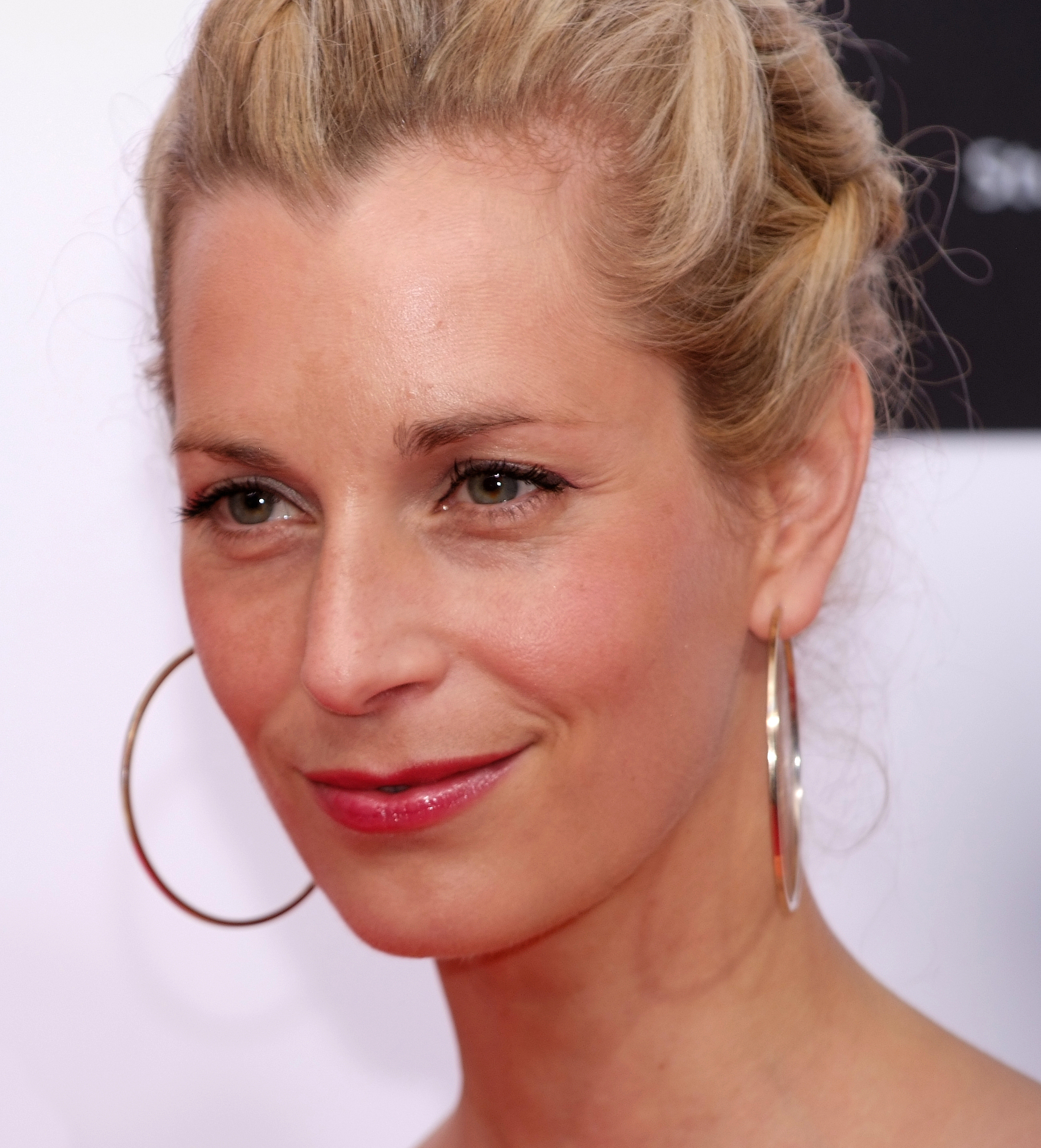
Tina Bordihn (* 1973)

- 1973: Tina Bordihn, deutsche Schauspielerin und Regisseurin
- 1974: Rogier Bosman, niederländischer Jazzmusiker
- 1974: Tobias Rose, deutscher Ruderer
- 1974: Arnim Teutoburg-Weiß, deutscher Musiker

#### 1976–2000
- 1976: Mohamed Bahari, algerischer Amateurboxer
- 1976: Daniel Carlsson, schwedischer Rallyefahrer
- 1976: Mario Kunasek, österreichischer Politiker, Landeshauptmann
- 1977: Shannon Boxx, US-amerikanische Fußballer, olympische Goldmedaillengewinnerin
- 1977: Jens Matthies, deutscher Fußballspieler
- 1977: Ari Zagaris, US-amerikanischer Schauspieler
- 1978: Steve Savidan, französischer Fußballspieler

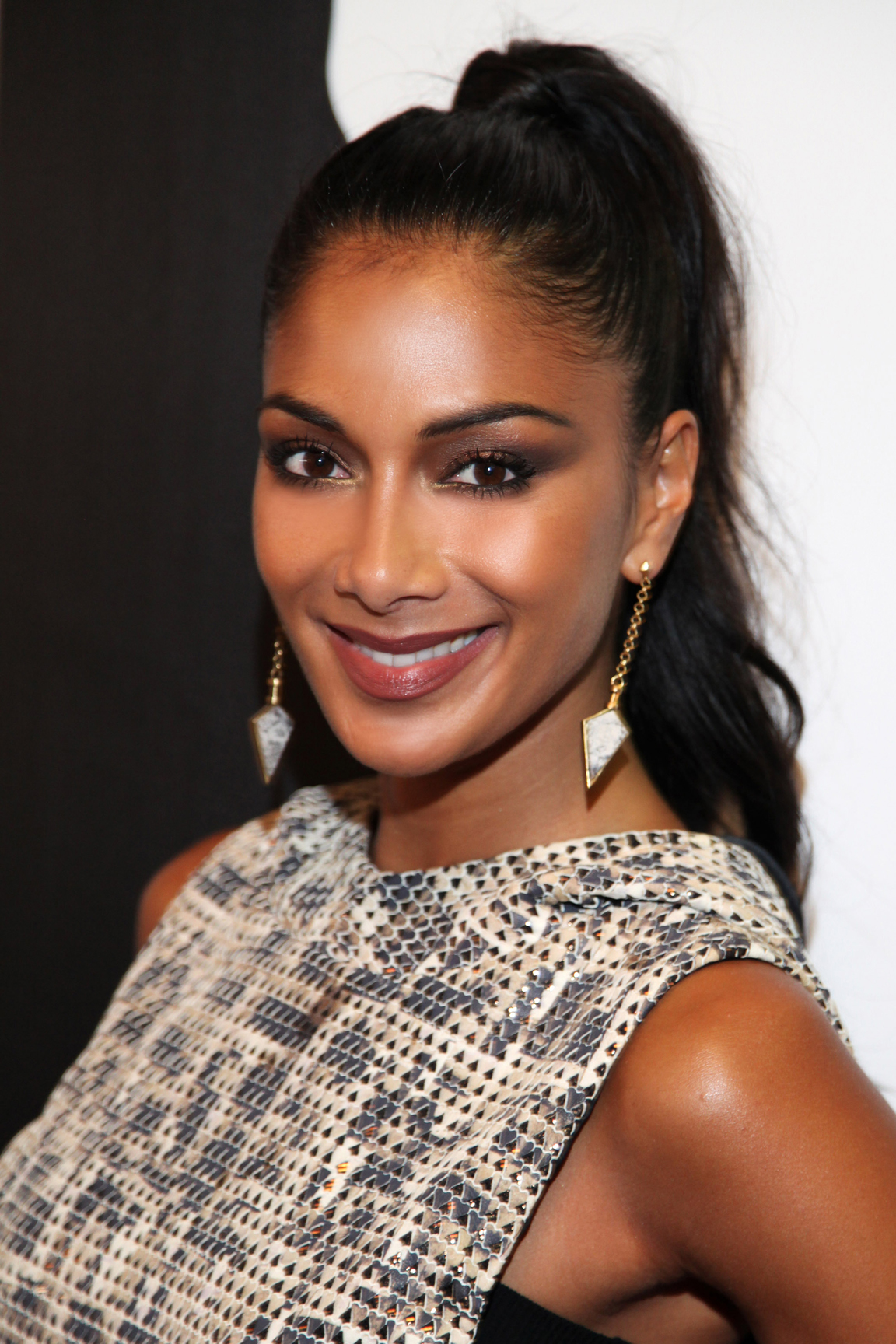
Nicole Scherzinger (* 1978)

- 1978: Nicole Scherzinger, US-amerikanische Tänzerin und Sängerin (Pussycat Dolls)
- 1979: Barış Akarsu, türkischer Rockmusiker und Schauspieler
- 1980: James Courtney, australischer Rennfahrer
- 1980: Iveta Lukošiūtė, litauisch-amerikanische Tänzerin
- 1981: Joe Johnson, US-amerikanischer Basketballspieler
- 1982: Admir Vladavić, bosnisch-herzegowinischer Fußballspieler
- 1982: Monika Wegener, deutsche Schauspielerin
- 1983: Luca Ascani, italienischer Radrennfahrer
- 1983: Ilja Walerjewitsch Jaschin, russischer Oppositioneller und politischer Gefangener
- 1984: Oniel Cousins, jamaikanischer American-Football-Spieler
- 1984: Christopher Egan, australischer Film- und Theaterschauspieler
- 1984: Satrio Hermanto, indonesischer Automobilrennfahrer
- 1986: José Manuel Jurado, spanischer Fußballspieler
- 1986: Dominik Sauerteig, deutscher Kommunalpolitiker
- 1987: Katrin Jaehne, deutsche Schauspielerin und Sprecherin
- 1987: Marc-André Kruska, deutscher Fußballspieler
- 1987: Corina Wehinger, Schweizer Unihockeyschiedsrichterin
- 1988: Gzuz, deutscher Rapper
- 1988: Adrian Mannarino, französischer Tennisspieler
- 1988: Éver Banega, argentinischer Fußballspieler

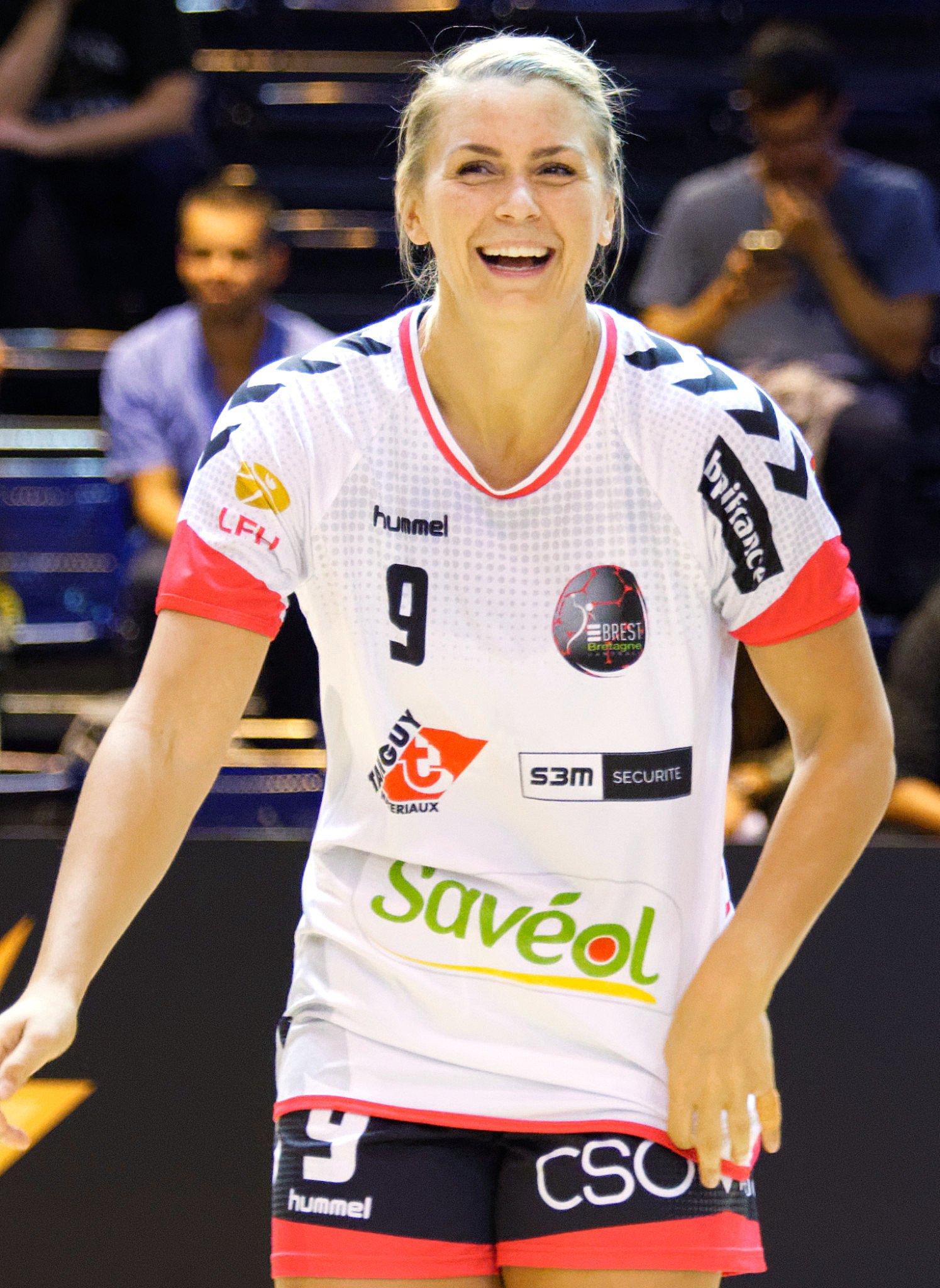
Isabelle Gulldén (* 1989)

- 1989: Isabelle Gulldén, schwedische Handballspielerin
- 1989: Maciej Sadlok, polnischer Fußballspieler
- 1990: Phil Laude, deutsch-österreichischer Komiker
- 1990: Kim Little, schottische Fußballspielerin
- 1990: Petar Škuletić, serbischer Fußballspieler
- 1991: Joy Lee Juana Abiola-Müller, deutsche Schauspielerin
- 1991: Suk Hyun-jun, südkoreanischer Fußballspieler
- 1991: Kawhi Leonard, US-amerikanischer Basketballspieler
- 1992: Cynthia Cecilia González, mexikanische Badmintonspielerin
- 1993: George Sampson, britischer Hip-Hop-Tänzer
- 1993: Oliver Tree, US-amerikanischer Multimediakünstler und Musiker
- 1994: Camila Mendes, US-amerikanische Schauspielerin
- 1995: Nicholas Latifi, kanadischer Automobilrennfahrer
- 1996: Emilio Sakraya, deutscher Schauspieler, Sänger und Rapper
- 1997: Rolando Mandragora, italienischer Fußballspieler
- 2000: Stefano Russo, deutscher Fußballspieler

### 21. Jahrhundert
- 2001: Damien Levet, französischer Biathlet
- 2003: Jude Bellingham, englischer Fußballer
- 2006: Chadd Ning, eswatinischer Schwimmer

## Gestorben

### Vor dem 16. Jahrhundert
- 1022: Notker Labeo, Benediktinermönch und Leiter der Klosterschule in St. Gallen

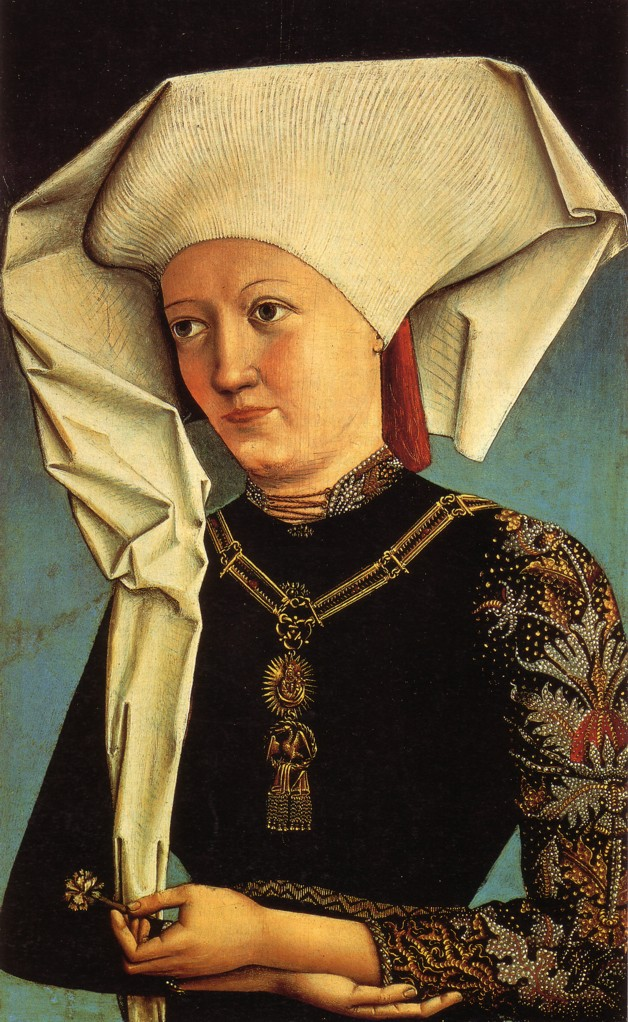
Hemma von Gurk († 1045)

- 1045: Hemma von Gurk, deutsche Klostergründerin und Heilige
- 1059: Bernhard II., Herzog von Sachsen
- 1149: Raimund von Poitiers, französischer Ritter der Epoche der Kreuzzüge
- 1237: Heinrich III. von Ravensburg, Fürstbischof von Eichstätt
- 1252: Abel, König von Dänemark
- 1293: Heinrich von Gent, Doctor solemnis, flämischer Philosoph und Theologe
- 1316: Henry Woodlock, englischer Ordensgeistlicher
- 1341: Bruno Warendorp, Lübecker Bürgermeister
- 1374: Johannes Milicius, böhmischer Reformprediger
- 1450: William Ayscough, Bischof von Salisbury
- 1495: Antoine Champion, Bischof von Mondovì und Genf

### 16. bis 18. Jahrhundert

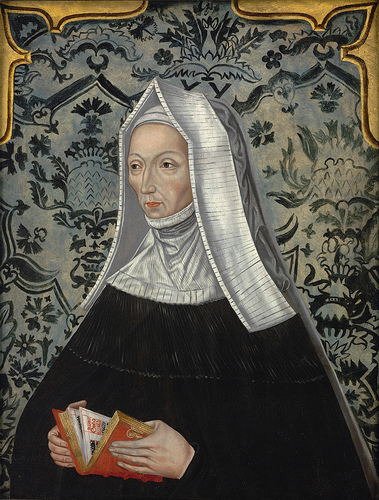
Margaret Beaufort († 1509)

- 1509: Margaret Beaufort, englische Adlige, Mutter von Heinrich VII. von England
- 1524: Jasper Linde, Erzbischof von Riga
- 1534: Silvester von Schaumberg, Reichsritter und Amtmann von Münnerstadt, Veldenstein und Parkstein
- 1536: Bernhard III., Markgraf von Baden-Baden
- 1540: Prista Frühbottin, Opfer der Hexenverfolgung in Wittenberg
- 1541: Thomas Fiennes, 9. Baron Dacre, englischer Peer
- 1556: Theodor von Rheden, Bischof von Lübeck
- 1563: Katharina von Braunschweig-Wolfenbüttel, Herzogin von Sachsen-Lauenburg
- 1563: Paulus I. Zeller, Abt des Zisterzienserklosters in Ebrach
- 1567: Konrad von Boyneburg, deutscher Anführer der Landsknechte unter Kaiser Karl V.

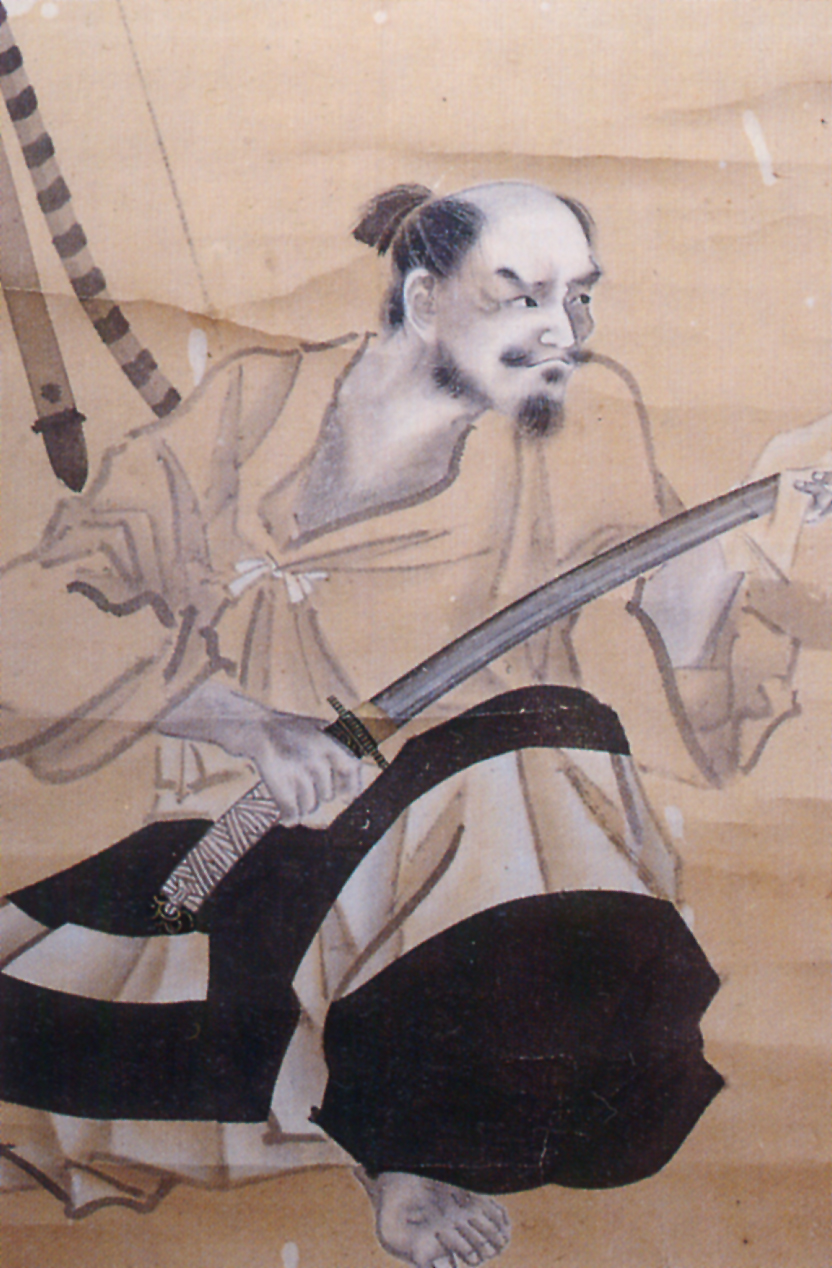
Baba Nobuharu († 1575)

- 1575: Baba Nobuharu, japanischer Samurai
- 1575: Kawakubo Nobuzane, japanischer Samurai und Mitglied des Takeda-Clans
- 1594: Niels Kaas, dänischer Kanzler
- 1602: Bonaventura Hahn, gewählter Fürstbischof von Breslau
- 1614: Wolf Jacob Stromer, Ratsbaumeister der Stadt Nürnberg
- 1620: Hanns Reiffenstuel, bayerischer Hofbaumeister und Erbauer der Soleleitung von Bad Reichenhall nach Traunstein
- 1639: Jakob von Ramsay, schottischer Militär
- 1640: John Adson, englischer Komponist und Zinkenist
- 1666: Mateo Cerezo der Jüngere, spanischer Maler
- 1700: Olof Svebilius, schwedischer lutherischer Theologe und Erzbischof von Uppsala
- 1706: Michał Frencel, sorbischer Pfarrer und Bibelübersetzer
- 1725: Arai Hakuseki, japanischer neokonfuzianischer Gelehrter, Ökonom und Dichter
- 1725: Juan Manuel Fernández Pacheco, Grande de España, Marqués von Villena und Herzog von Escalona, Gründungsdirektor der Real Academia Española
- 1729: Edward Taylor, amerikanischer Dichter
- 1733: Johann Heinrich Mylius der Jüngere, deutscher Rechtswissenschaftler
- 1734: Albrecht Wolfgang von Brandenburg-Bayreuth, Markgraf von Brandenburg und kaiserlicher General
- 1734: Claudius Florimund Mercy, kaiserlicher Feldmarschall, kommandierender General der kaiserlichen Provinz Temescher Banat und Präsident der Banater Landesadministration

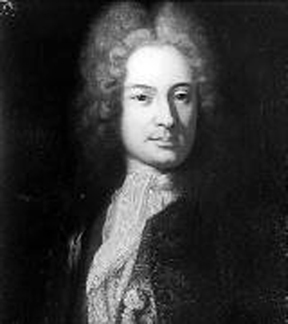
Joseph Emanuel Fischer von Erlach († 1742)

- 1742: Joseph Emanuel Fischer von Erlach, österreichischer Architekt
- 1743: François-Honoré de Maniban, Bischof von Mirepoix und Erzbischof von Bordeaux
- 1744: André Campra, französischer Komponist
- 1752: Antonio Corradini, venezianischer Bildhauer

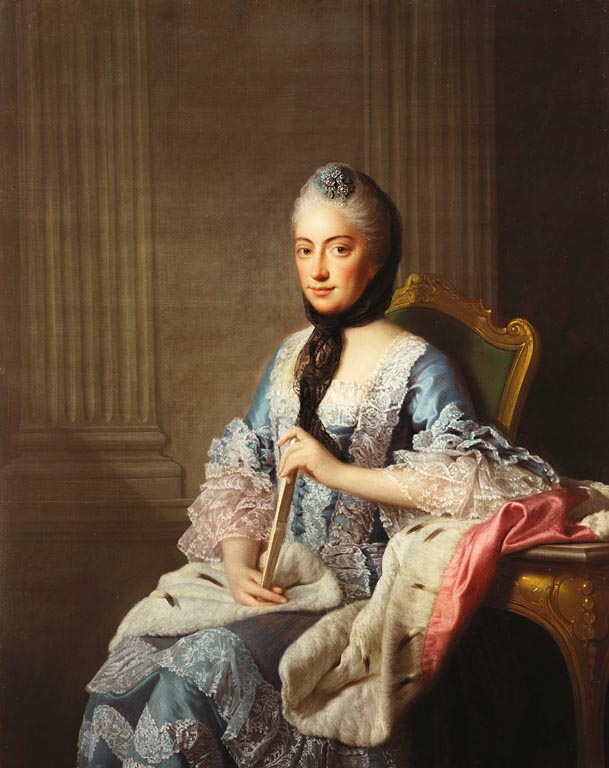
Elisabeth Albertine von Sachsen-Hildburghausen († 1761)

- 1761: Elisabeth Albertine von Sachsen-Hildburghausen, Herzogin zu Mecklenburg-Strelitz
- 1763: Hedvig Charlotta Nordenflycht, schwedische Dichterin
- 1764: Ralph Allen, britischer Unternehmer
- 1766: Arnold Franz von Tornaco, kaiserlich-königlicher Offizier, Gouverneur der gefürsteten Grafschaft Mömpelgard und von Dendermonde sowie Gesandter in Paris
- 1779: Anton Raphael Mengs, böhmischer Maler
- 1795: Ernst Daniel Adami, deutscher Musiker, Musikpädagoge, Schriftsteller, Lehrer und Theologe

### 19. Jahrhundert

#### 1801–1850
- 1814: Edmond Dubois-Crancé, französischer Politiker und General
- 1815: Christian Friedrich Schwan, deutscher Verleger und Buchhändler
- 1817: Ernst Schulze, deutscher Dichter
- 1822: Johann Christian Gottlieb Wernsdorf, deutscher Hochschullehrer und Philosoph
- 1829: Jacques-Alexis Thuriot de la Rozière, französischer Politiker

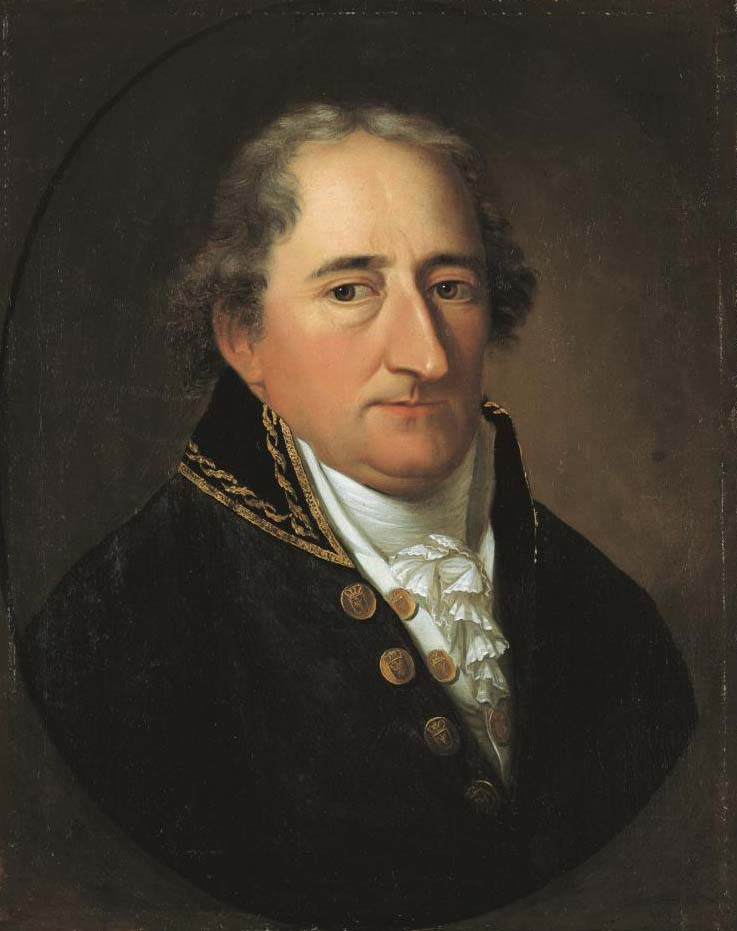
Heinrich Friedrich Karl vom und zum Stein († 1831)

- 1831: Heinrich Friedrich Karl vom und zum Stein, preußischer Beamter, Staatsmann und Reformer
- 1832: Francisco Ballesteros, spanischer General
- 1834: Ferdinand Arrivabene, italienischer Jurist und Schriftsteller
- 1834: Alexandre-Étienne Choron, französischer Musikwissenschaftler und -pädagoge
- 1837: Aloys Hirt, deutscher Archäologe
- 1837: Nathaniel Macon, US-amerikanischer Politiker, Mitglied des Repräsentantenhauses
- 1840: Lucien Bonaparte, Bruder von Bonaparte, Präsident des Rates der Fünfhundert, Innenminister

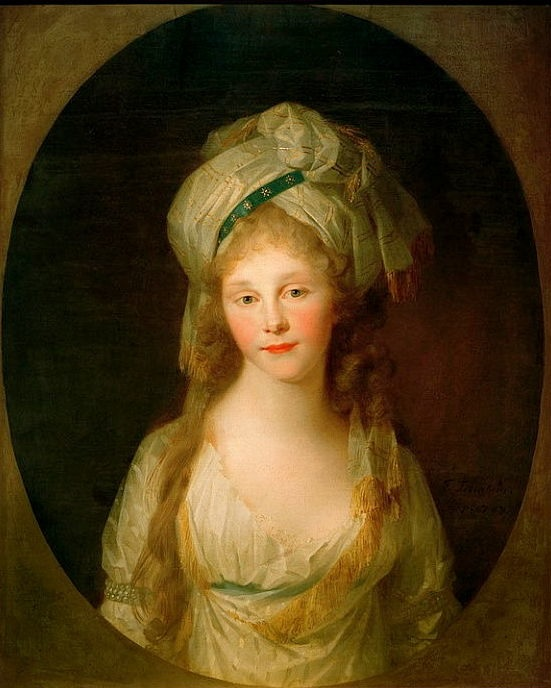
Friederike zu Mecklenburg († 1841)

- 1841: Friederike zu Mecklenburg[-Strelitz], mecklenburgische Prinzessin

#### 1851–1900
- 1851: Friedrich Wilhelm von Mauvillon, preußischer Oberst und Militärschriftsteller
- 1852: Henry Clay, US-amerikanischer Pflanzer und Politiker, Senator, Mitglied des Repräsentantenhauses, Außenminister
- 1852: Georg Heinrich von Langsdorff, deutsch-russischer Arzt und Naturforscher
- 1853: Karl Wilhelm Walch, deutscher Rechtswissenschaftler
- 1855: Delphine Gay, französische Dichterin
- 1859: Kamilo Mašek, tschechischer Komponist
- 1860: Thomas Addison, englischer Mediziner
- 1861: Elizabeth Barrett Browning, britische Dichterin
- 1873: Wolfgang Müller von Königswinter, deutscher Dichter und Arzt
- 1875: Ferdinand I., Kaiser von Österreich, König von Ungarn und Böhmen
- 1876ː Klara Bauer, deutsche Autorin
- 1879: Apolinary Kątski (Apollinaire de Kontski), polnischer Violinist, Komponist und Musikpädagoge

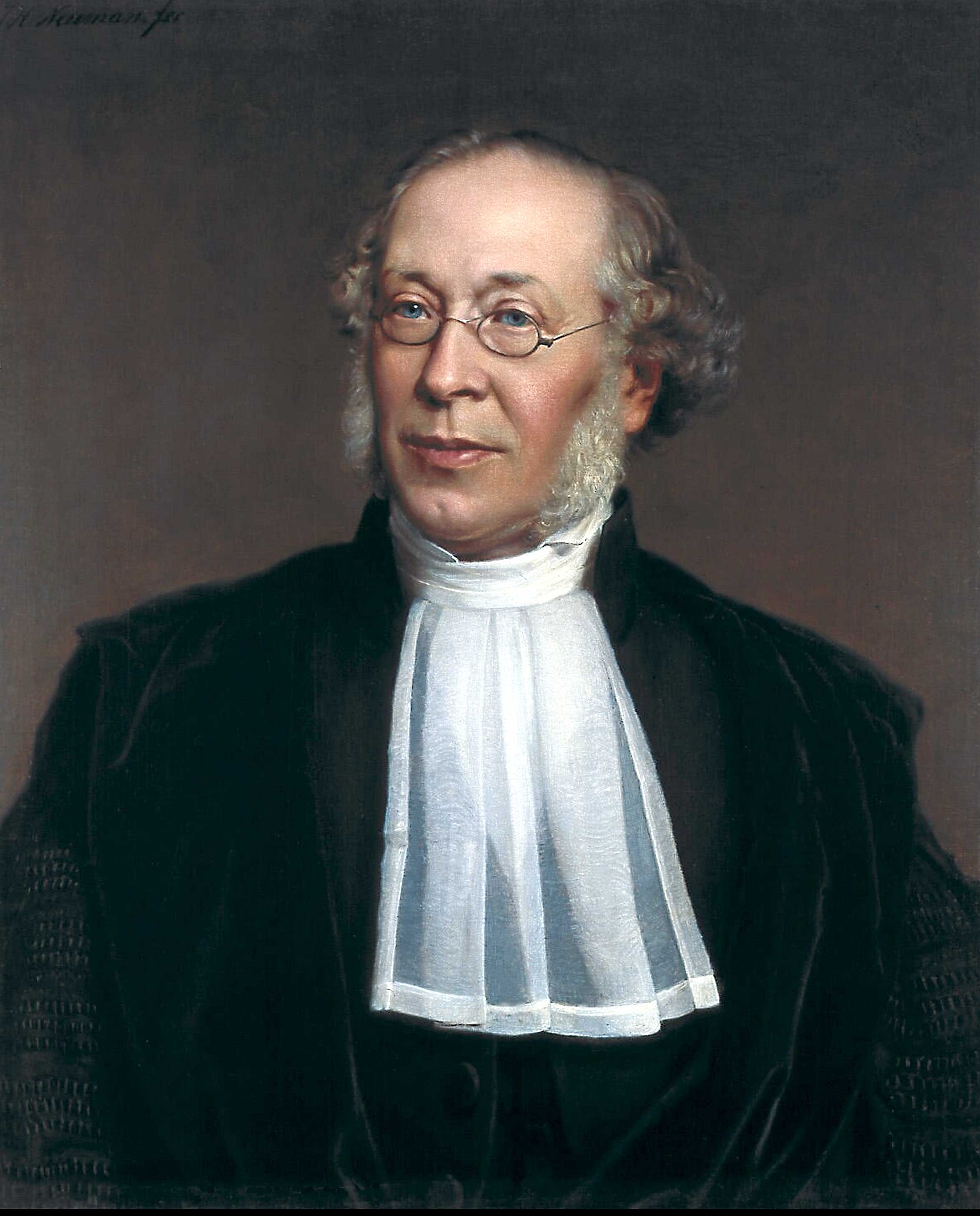
George Willem Vreede († 1880)

- 1880: George Willem Vreede, niederländischer Rechtswissenschaftler und Rechtshistoriker
- 1883: Johann Jakob Sulzer, Schweizer Eisengießer und Unternehmer
- 1890: Jenny von Gustedt, deutsche Schriftstellerin
- 1890: Alexander Parkes, britischer Metallurge und Erfinder
- 1892: John Robson, kanadischer Politiker und Journalist
- 1892: Pashko Vasa, albanischer Schriftsteller
- 1895: Thomas Henry Huxley, britischer Biologe, Bildungsorganisator und Hauptvertreter des Agnostizismus
- 1897: Otakar Berger, tschechischer Cellist
- 1897: Karl Friedrich Strobel, württembergischer Oberamtmann
- 1898: Diedrich Wilhelm Andreas Augspurg, deutscher Politiker, MdR

### 20. Jahrhundert

#### 1901–1950
- 1902: Louise Peterson, deutsche Jugendschriftstellerin
- 1906: Albert Sorel, französischer Schriftsteller
- 1907: Siegfried Czapski, deutscher Physiker, Optiker und Unternehmer
- 1907: Elisabet Ney, deutsch-amerikanische Bildhauerin
- 1909: George Blake Cosby, US-amerikanischer General
- 1910: Wilhelm Spemann, deutscher Verleger
- 1916: Georges Lacombe, französischer Maler und Bildhauer

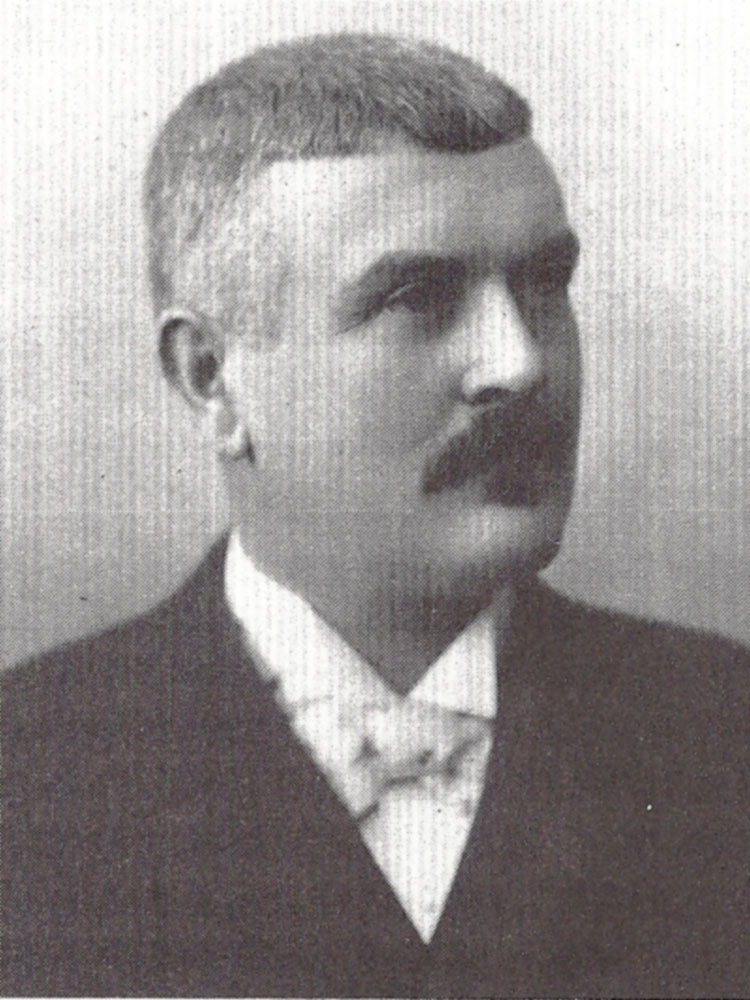
Adrien Lachenal († 1918)

- 1918: Adrien Lachenal, Schweizer Rechtsanwalt und Politiker, Bundesrat, Bundespräsident
- 1919: José Gregorio Hernández, venezolanischer Mediziner
- 1921: Jennie Churchill, US-amerikanisch-britische Philanthropin und Autorin
- 1921: Otto Seeck, deutscher Althistoriker
- 1923: Fritz Mauthner, deutscher Philosoph und Schriftsteller
- 1928: Álvaro de Castro, portugiesischer Militär und Politiker, Ministerpräsident
- 1929: Theodor Kösser, deutscher Architekt
- 1933: Roscoe Arbuckle, US-amerikanischer Schauspieler und Regisseur
- 1933: Olaf Bull, norwegischer Dichter
- 1934: Adolf Kašpar, tschechischer Maler und Illustrator
- 1934: Otto Petschek, böhmischer bzw. tschechoslowakischer Unternehmer
- 1934: Edward Piekarski, polnisch-sowjetischer Linguist und Ethnograph
- 1935: Hayashi Fubō, japanischer Schriftsteller
- 1939: Alfred Ammelburg, deutscher Chemiker und Manager
- 1939: Mehmed Spaho, jugoslawischer Politiker, Minister

- 1940: Paul Klee, Schweizer Maler

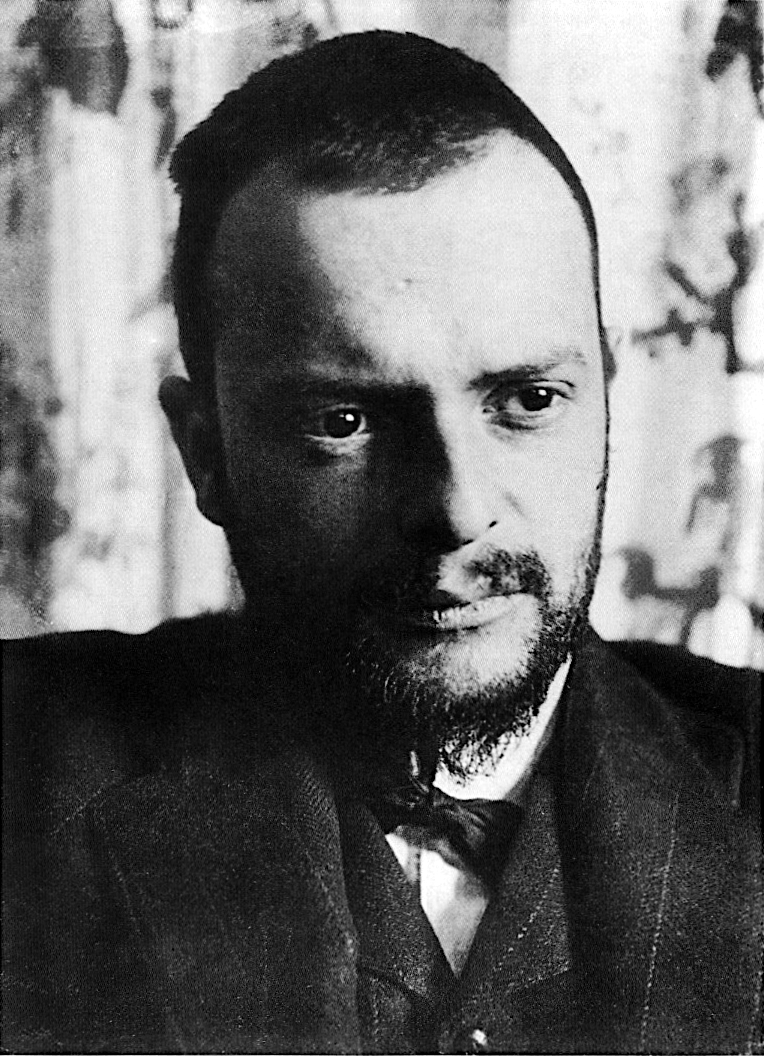
Paul Klee († 1940)

- 1941: Ignacy Jan Paderewski, polnischer Pianist, Komponist, Politiker und Freiheitskämpfer
- 1943: Daisy von Pless, High-Society-Lady des europäischen Hochadels
- 1945: Anton Graf von Arco auf Valley, deutsch-österreichischer Adliger, Attentäter
- 1945: Elisabeth Polach, tschechoslowakisches Opfer des Holocaust
- 1948: Camilla Hirsch, Holocaustüberlebende
- 1950: Melitta Bentz, deutsche Unternehmerin, Erfinderin des Filtertüte
- 1950: Benito Rebolledo, chilenischer Maler

#### 1951–2000
- 1954: H. Maurice Jacquet, französischer Komponist und Dirigent
- 1955: Ernst Legal, deutscher Schauspieler

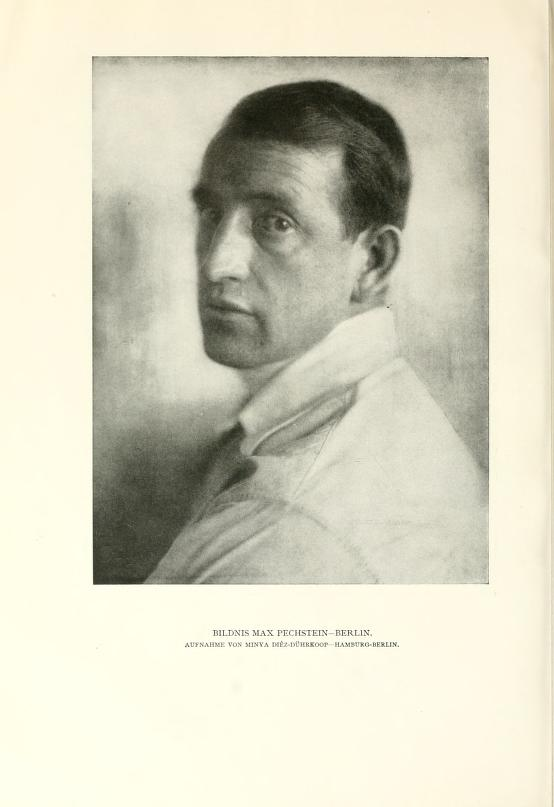
Max Pechstein († 1955)

- 1955: Max Pechstein, deutscher Maler und Grafiker des Expressionismus
- 1957: Ede Poldini, ungarischer Komponist
- 1958: Karl Arnold, deutscher Politiker und Gewerkschaftsfunktionär, MdL, Ministerpräsident von Nordrhein-Westfalen, MdB
- 1959: Geert Lotsij, niederländischer Ruderer
- 1962: Wilhelm Börger, deutscher Brigadeführer und Ministerialdirektor
- 1964: Eric Dolphy, US-amerikanischer Jazzmusiker
- 1964: Robert Lévy, französischer Automobilrennfahrer
- 1965: Joseph Ryelandt, belgischer Komponist
- 1966: Gustav Kampendonk, deutscher Drehbuchautor
- 1966: Arthur Meulemans, belgischer Komponist und Dirigent

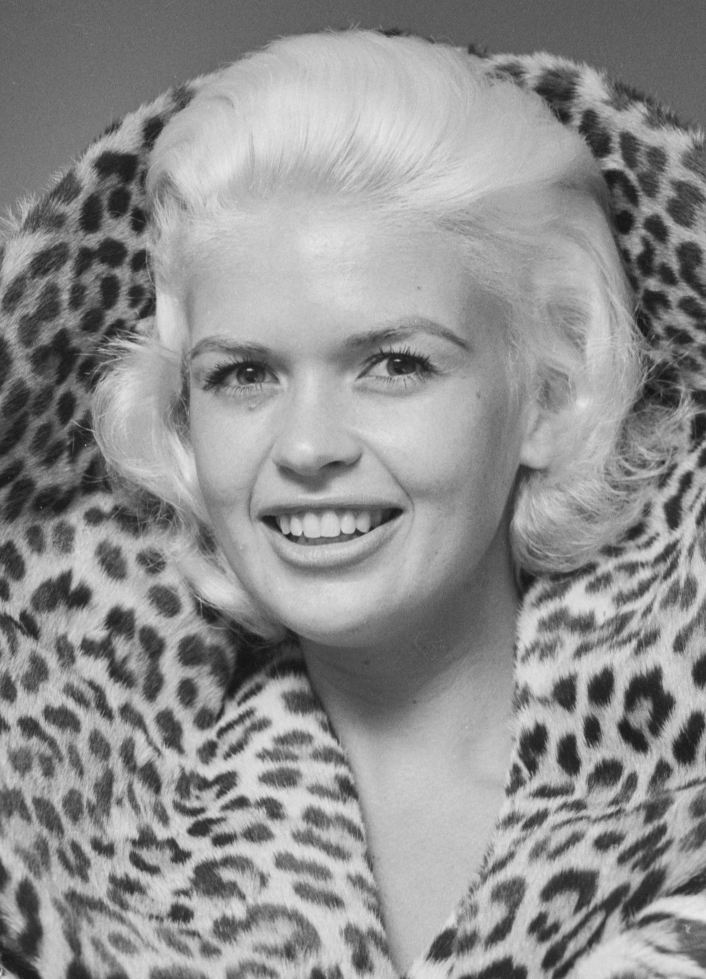
Jayne Mansfield († 1967)

- 1967: Jayne Mansfield, US-amerikanische Schauspielerin
- 1969: Veselin Stojanov, bulgarischer Komponist
- 1970: Stefan Andres, deutscher Schriftsteller
- 1970: Günther Messner, italienischer Bergsteiger
- 1971: Néstor Mesta Chayres, mexikanischer Sänger
- 1972: Boby Lapointe, französischer Sänger
- 1974: Immanuel Baumann, deutscher Geistlicher
- 1975ː Aenne Abels, deutsche Kunsthändlerin
- 1975: Tim Buckley, US-amerikanischer Sänger
- 1975: Hans Furler, deutscher Politiker, MdB, MdEP
- 1976: Josef Straka, tschechoslowakischer Ruderer
- 1977: Giovanni Ziggiotto, italienischer Motorradrennfahrer
- 1978: Erhard Asmus, deutscher Autor
- 1978: Bob Crane, US-amerikanischer Schauspieler
- 1978: Johannes von Rudloff, deutscher Weihbischof
- 1979: Lowell George, US-amerikanischer Musiker, Sänger und Songschreiber
- 1979: Blas de Otero, spanischer Lyriker
- 1980: Vera Schwarz, deutsche Cembalistin und Musikforscherin

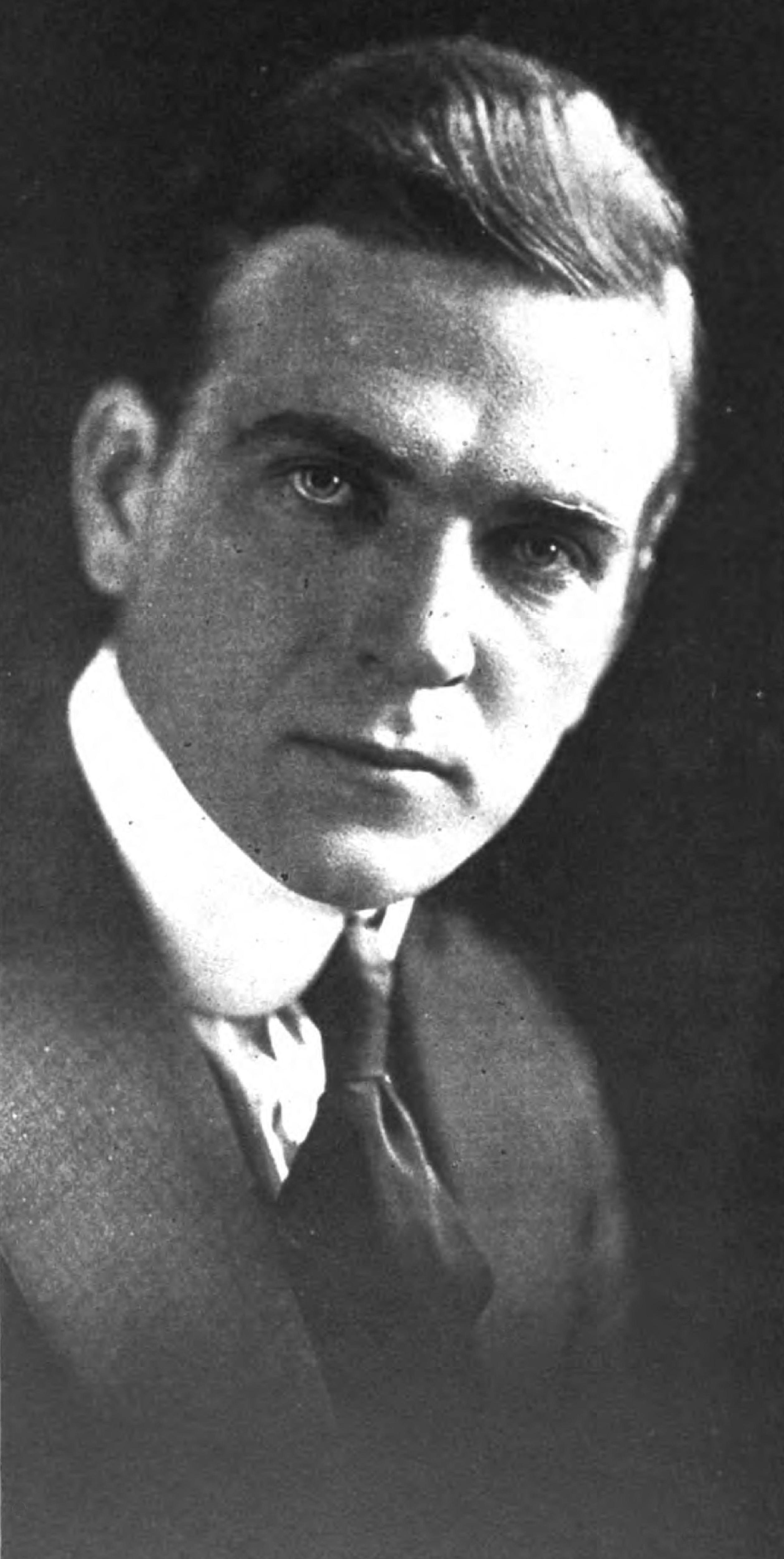
Henry King († 1982)

- 1982: Henry King, US-amerikanischer Filmregisseur
- 1982: Piero Meriggi, italienischer Klassischer Philologe, Linguist und Indogermanist
- 1984: Herbert A. E. Böhme, deutscher Schauspieler
- 1985: Walter Rudi Wand, deutscher Jurist, Richter des Bundesverfassungsgerichts
- 1986: Jack Christiansen, US-amerikanischer American-Football-Spieler und -Trainer
- 1987: Elizabeth Cotten, US-amerikanische Folk- und Blues-Musikerin
- 1989: Gerhard Hoehme, deutscher Maler
- 1990: Irving Wallace, US-amerikanischer Schriftsteller
- 1991: Carl Nielsen, dänischer Ruderer
- 1992: Muhammad Boudiaf, algerischer Politiker, Staatspräsident
- 1992: Albert Matter, Schweizer Bankmanager und Jurist
- 1993: Erich Deuser, deutscher Physiotherapeut
- 1994: Jack Unterweger, österreichischer Krimineller und Schriftsteller

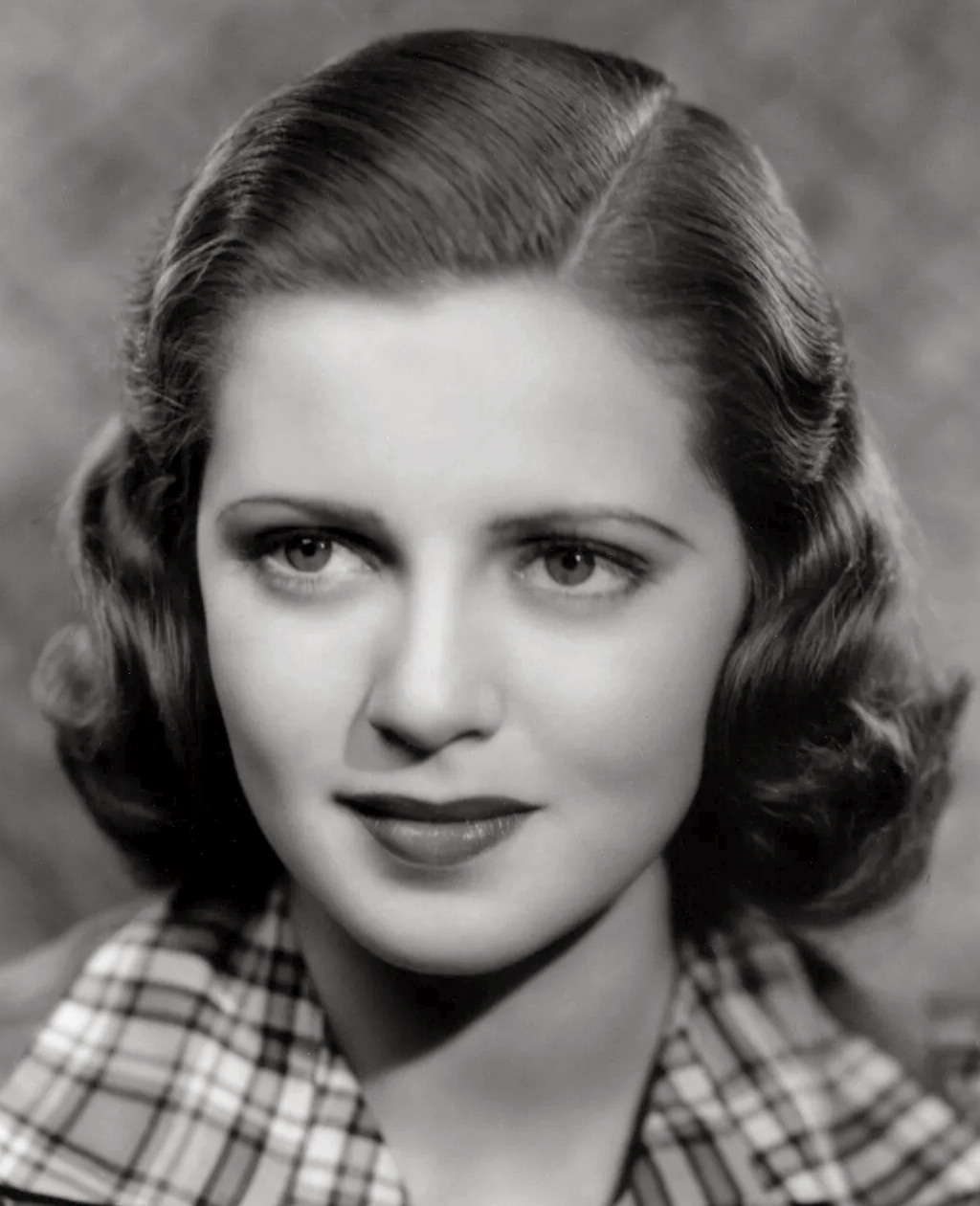
Lana Turner († 1995)

- 1995: Lana Turner, US-amerikanische Schauspielerin
- 1995: Sicco Mansholt, niederländischer Landwirt und Politiker, Minister, Präsident der Europäischen Kommission
- 1998: Horst Jankowski, deutscher Jazzpianist und Bandleader
- 1999: Karekin Sarkissian, Oberster Katholikos der armenischen apostolischen Kirche
- 2000: Vittorio Gassman, italienischer Schauspieler
- 2000: Arnie Weinmeister, kanadischer American-Football-Spieler

### 21. Jahrhundert
- 2001: Silvio Oddi, italienischer Geistlicher, vatikanischer Diplomat, Kurienkardinal
- 2002: Alfred Dregger, deutscher Politiker, Oberbürgermeister von Fulda, MdL, MdB
- 2002: Ole-Johan Dahl, norwegischer Informatiker
- 2002: Rosemary Clooney, US-amerikanische Schauspielerin und Sängerin

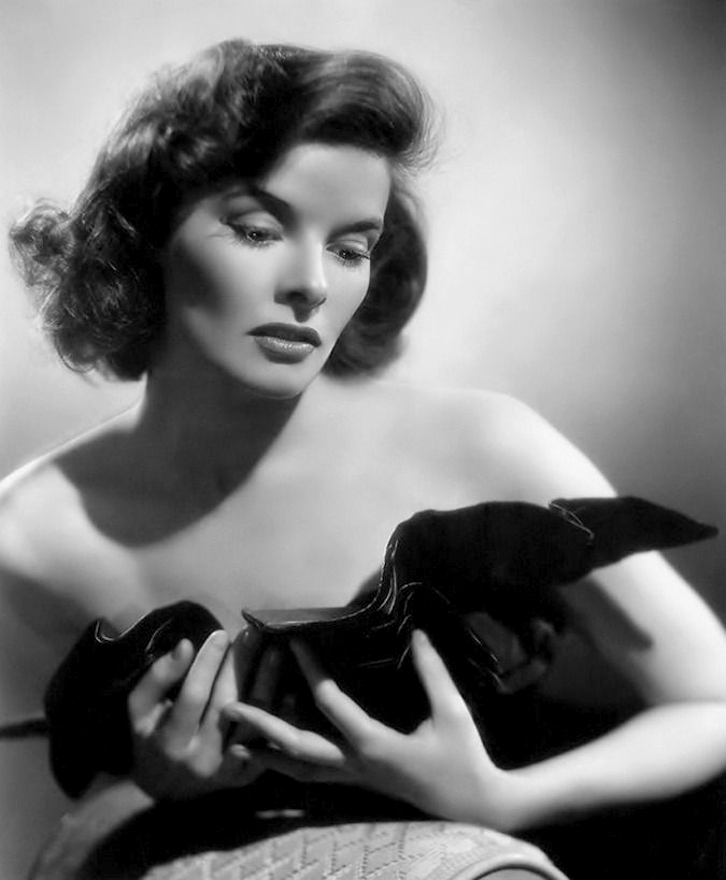
Katharine Hepburn († 2003)

- 2003: Katharine Hepburn, US-amerikanische Schauspielerin
- 2003: Oswald Malura, deutscher Maler
- 2004: Edith Hauer-Frischmuth, österreichische Widerstandskämpferin gegen den Nationalsozialismus und Gerechte unter den Völkern
- 2004: Ira von Mellenthin, deutsche Journalistin und Autorin
- 2005: Mikkel Flagstad, norwegischer Jazzsaxophonist und -klarinettist
- 2006: Lloyd Richards, US-amerikanischer Schauspieler und Theaterregisseur

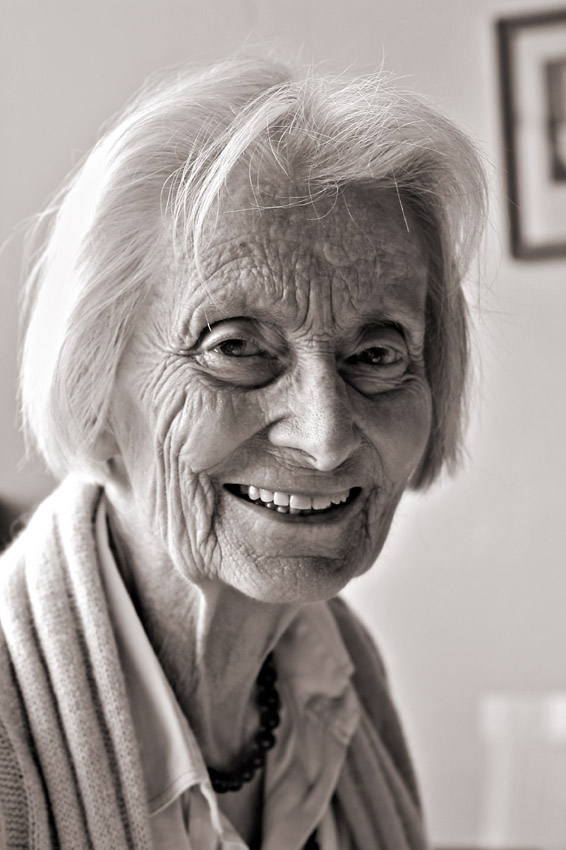
Marie-Louise Henry († 2006)

- 2006: Marie-Louise Henry, deutsch-französische evangelische Theologin
- 2007: George McCorkle, US-amerikanischer Musiker und Songwriter
- 2007: Edward Yang, taiwanischer Filmregisseur und Drehbuchautor
- 2008: William R. Bennett, US-amerikanischer Physiker
- 2008: Hans Caninenberg, deutscher Schauspieler und Schriftsteller
- 2008: Don S. Davis, US-amerikanischer Schauspieler und bildender Künstler
- 2008: Charles Smith, US-amerikanischer Perkussionist
- 2009: Erwin Schopper, deutscher Physiker
- 2010: Guido Frei, Schweizer Journalist und Programmdirektor des Schweizer Fernsehens
- 2010: Rudolf Leopold, österreichischer Augenarzt und Kunstsammler
- 2012: Karl-Heinz Domdey, deutscher Wirtschaftswissenschaftler und Hochschullehrer

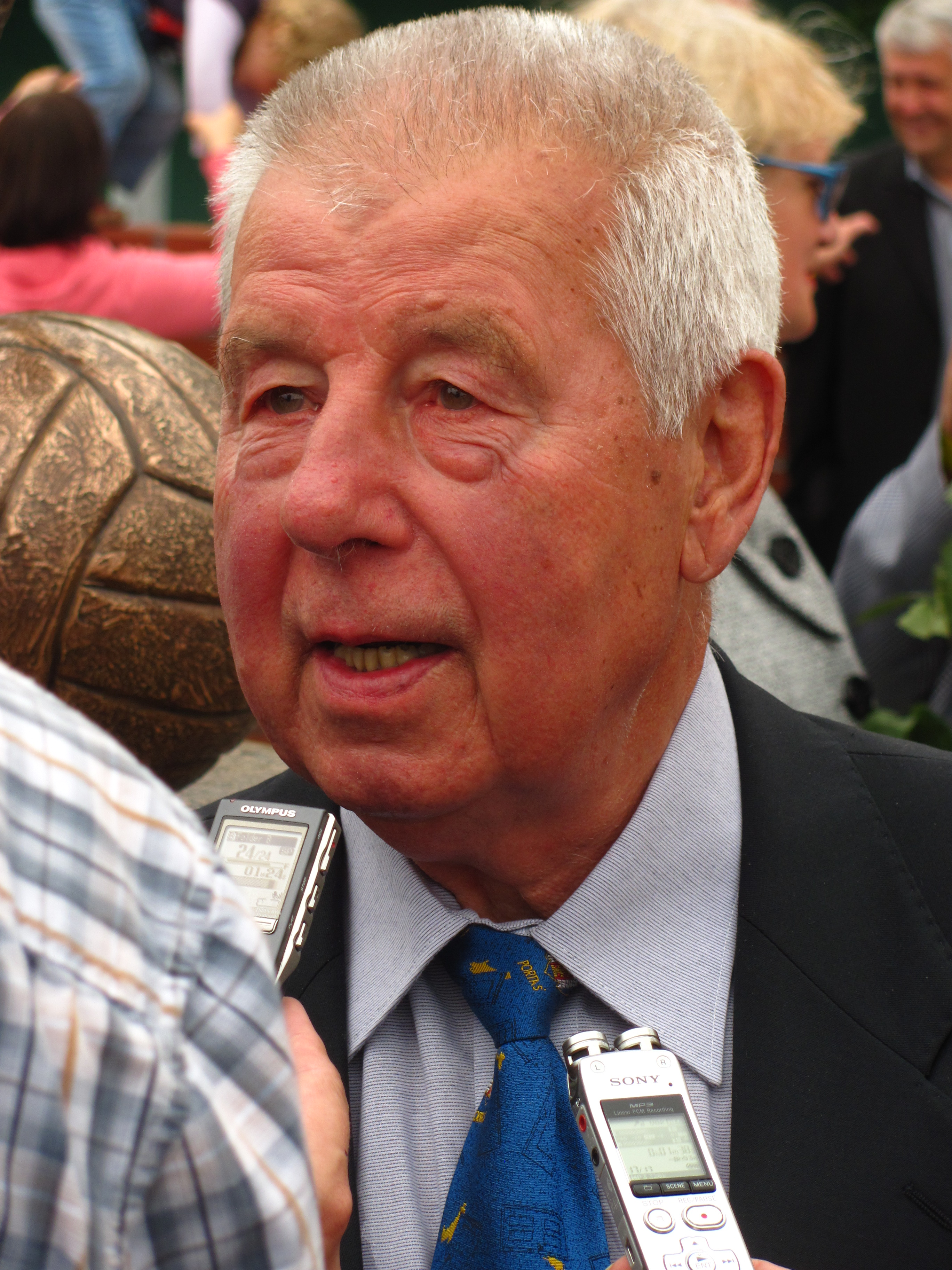
Josef Masopust († 2015)

- 2015: Josef Masopust, tschechoslowakischer Fußballspieler und -trainer
- 2015: Charles Pasqua, französischer Politiker
- 2016: Elechi Amadi, nigerianischer Schriftsteller
- 2016: Manfred Hegger, deutscher Architekt
- 2017: Karin Jeltsch, deutsche Politikerin MdB
- 2017: David Scheu, deutscher Fußballspieler
- 2017: Dave Semenko, kanadischer Eishockeyspieler
- 2018: Angelica Blechschmidt, deutsche Art-Direktorin und Chefredakteurin der deutschen Ausgabe der Zeitschrift Vogue
- 2018: Arvid Carlsson, schwedischer Pharmakologe, Nobelpreisträger

Irene Nestler († 2018)

- 2018: Irene Nestler, deutsche bildende Künstlerin
- 2018: Irena Szewińska, polnische Leichtathletin
- 2018: Ada Yardeni, israelische Künstlerin, Schriftstellerin und Paläographin
- 2019: Florijana Ismaili, Schweizer Fußballspielerin
- 2019: Jeon Mi-seon, südkoreanische Schauspielerin
- 2019: Guillermo Mordillo, argentinischer Zeichner
- 2020: Gernot Endemann, deutscher Schauspieler und Synchronsprecher
- 2020: Carl Reiner, US-amerikanischer Schauspieler, Komiker und Filmregisseur
- 2021: John Lawton, britischer Rocksänger
- 2021: Yitzhak Peretz, israelischer Fußballspieler
- 2021: Donald Rumsfeld, US-amerikanischer Politiker
- 2022: Eeles Landström, finnischer Leichtathlet
- 2022: Hari Chandra Manikavasagam, malaysischer Leichtathlet
- 2023: Anita Wood, US-amerikanische Moderatorin und Sängerin
- 2024ː Jacqueline de Jong, niederländische Künstlerin
- 2024: Lalla Latifa, marokkanische Königswitwe
- 2024: Shi Ping, chinesischer Politiker und Supercentenarian

## Feier- und Gedenktage
- Kirchliche Gedenktage
  - Hl. Simon Petrus, römischer Märtyrer, Bischof und Schutzpatron (evangelisch, anglikanisch, katholisch und orthodox)
  - Hl. Paulus von Tarsus, Theologe und Missionar, Märtyrer und Schutzpatron (evangelisch, katholisch)
  - Peter und Paul, Hochfest (anglikanisch, evangelisch, katholisch, orthodox)

- Namenstage
  - Gero, Judith, Petra

Weitere Einträge enthält die Liste von Gedenk- und Aktionstagen.